# والدورف أستوريا نيويورك
والدورف أستوريا نيويورك هو فندق فاخر يقع في وسط مانهاتن في مدينة نيويورك. المبنى، في 301 بارك أفينيو بين شارعي 49 و 50، هو معلم على طراز فن الآرت ديكو من 47 طابقًا بطول 625 قدمًا (191 مترًا) صممه المهندسون المعماريون شولتز ويفر، وتم الانتهاء منه في عام 1931. كان المبنى أطول فندق في العالم من عام 1931 حتى عام 1963، عندما تم تجاوزه من قبل فندق أوكراينا في موسكو بمقدار 23 قدمًا (7.0 م). يعد فندق والدورف أستوريا الحالي، رمزًا للفخامة والرفاهية،  أحد أفخم وأشهر الفنادق في العالم. فنادق ومنتجعات والدورف أستوريا هي قسم من فنادق هيلتون، وتعمل الآن مجموعة من الفنادق الراقية حول العالم تحت هذا الاسم، بما في ذلك في مدينة نيويورك. تم تعيين كل من الجزء الخارجي والداخلي من والدورف أستوريا من قبل لجنة الحفاظ على معالم مدينة نيويورك كمعالم رسمية.
تم بناء والدورف أستوريا الأصلي على مرحلتين، مثل فندق والدورف وفندق أستوريا، والذي يمثل الاسم المزدوج. كان هذا الموقع الأصلي يقع في ممتلكات عائلة أستور على طول السبيل الخامس، وافتتح عام 1893، وصممه هنري جيه. تم هدمه في عام 1929 لإفساح المجال لبناء مبنى إمباير ستيت.
اكتسب فندق والدورف أستوريا شهرةً دوليةً بعد نقله على وجه الخصوص لحفلات العشاء الفخمة والمناسبات، والتي غالبًا ما تكون في قلب المؤتمرات السياسية والتجارية وخطط جمع التبرعات التي يشارك فيها الأثرياء والمشاهير. بعد الحرب العالمية الثانية على وجه الخصوص، لعبت دورًا مهمًا في السياسة العالمية والحرب الباردة، وبلغت ذروتها في مؤتمر السلام العالمي المثير للجدل في مارس 1949 في الفندق، والذي تم فيه إدانة الستالينية على نطاق واسع. حصل كونراد هيلتون على حقوق إدارة الفندق في 12 أكتوبر 1949، واشترت شركة فنادق هيلتون أخيرًا الفندق في عام 1972. خضع لتجديد بقيمة 150 مليون دولار من قبل لي جابلين في الثمانينيات وأوائل التسعينيات، وفي أكتوبر 2014 تم الإعلان عن أن مجموعة أنبانغ للتأمين من الصين قد اشترت والدورف أستوريا نيويورك مقابل 1.95 مليار دولار أمريكي، مما يجعله أغلى فندق تم بيعه على الإطلاق. في 1 يوليو 2016، أعلنت أنبانغ أنها ستحول بعض غرف فندق والدورف إلى وحدات سكنية، وإغلاق الفندق لتجديد لمدة ثلاث سنوات في 1 مارس 2017. سيضم المبنى الذي تم تجديده 375 غرفة فندقية و 375 شقة سكنية جديدة.
يضم فندق والدورف أستوريا آند تاورز 1413 غرفة فندقية اعتبارًا من عام 2014. في عام 2009، عندما كان يحتوي على 1416 غرفة، كان الفندق الرئيسي يحتوي على 1235 غرفة مفردة ومزدوجة و 208 أجنحة صغيرة، في حين أن أبراج والدورف، من الطابق 28 حتى الطابق 42، كان بها 181 غرفة، منها 115 جناحًا، مع واحد إلى اربع غرف نوم. تمت تسمية العديد من الأجنحة الفاخرة على اسم المشاهير الذين عاشوا أو أقاموا فيها مثل جناح كول بورتر والجناح الملكي، الذي سمي على اسم دوق ودوقة وندسور وجناح ماك آرثر وجناح تشرشل. تم تصميم أغلى غرفة، الجناح الرئاسي، بأثاث على الطراز الجورجي لمحاكاة غرفة البيت الأبيض. كان مقر إقامة هربرت هوفر منذ تقاعده لأكثر من 30 عامًا، واحتفظ فرانك سيناترا بجناحه في والدورف من عام 1979 حتى عام 1988. يضم الفندق ثلاثة مطاعم رئيسية: زقاق الطاووس يندب الثور والدب ستيك هاوس يند لا شين وهو مطعم صيني جديد حل محل مطعم أوسكار براسيري في أواخر عام 2015. تم تسمية بار Sir Harry's، الواقع أيضًا في الفندق، على اسم المستكشف البريطاني السير هاري جونستون.

## الاسم
اشتق اسم الفندق في النهاية من مدينة فالدورف التي تقع في شمال ولاية بادن فورتمبيرغ الألمانية وجنوب مانهايم وهايدلبرغ.
فالدورف هي موطن أسلاف عائلة أستور الألمانية الأمريكية البارزة التي نشأت هناك، في اللغة الألمانية، تعني كلمة «فالدورف» «قرية الحوت» وول = حوت، دورف = قرية ( مع ملاحظة أن حرف W ينطق في الألمانية كحرف V في الإنجليزية )
كان الفندق معروفًا في الأصل باسم والدورف-أستوريا (باستخدام فاصلة " - "بين الكلمتين ). ثم تم تغيير الأسم إلى واصلة مزدوجة " = " تشبه علامة التساوي، بواسطة كونراد هيلتون عندما اشترى الفندق في عام 1949 ليصبح الأسم والدورف=أستوريا.
وكان الهدف من وضع الواصلة المزدوجة التمثيل البصري للرواق الواقع بين مدخلي الفندقين والذي أطلق عليه مسمى «زقاق الطاووسPeacock Alley»، حيث كانا يقفان في يوم من الأيام في الموقع الحالي لمبنى امباير ستيت 
في عام 2009 تم إيقاف استخدام الواصلة المزدوجة " = " من قبل الشركة الأم هيلتون ليعود إلى الاسم القديم.

ولكن بعد فترة وجيزة من تقديم سلسلة فنادق ومنتجعات والدورف أستوريا. تم ازالة الواصلة " - " نهائيا من الأسم ليكون أسم الفندق منذ ذلك الحين والدورف أستوريا نيويورك ( بدون أي واصلة ) وفي بعض الأحيان تزال كلمة نيويورك من قبيل اختصار الأسم ليصبح الفندق والدورف أستوريا.

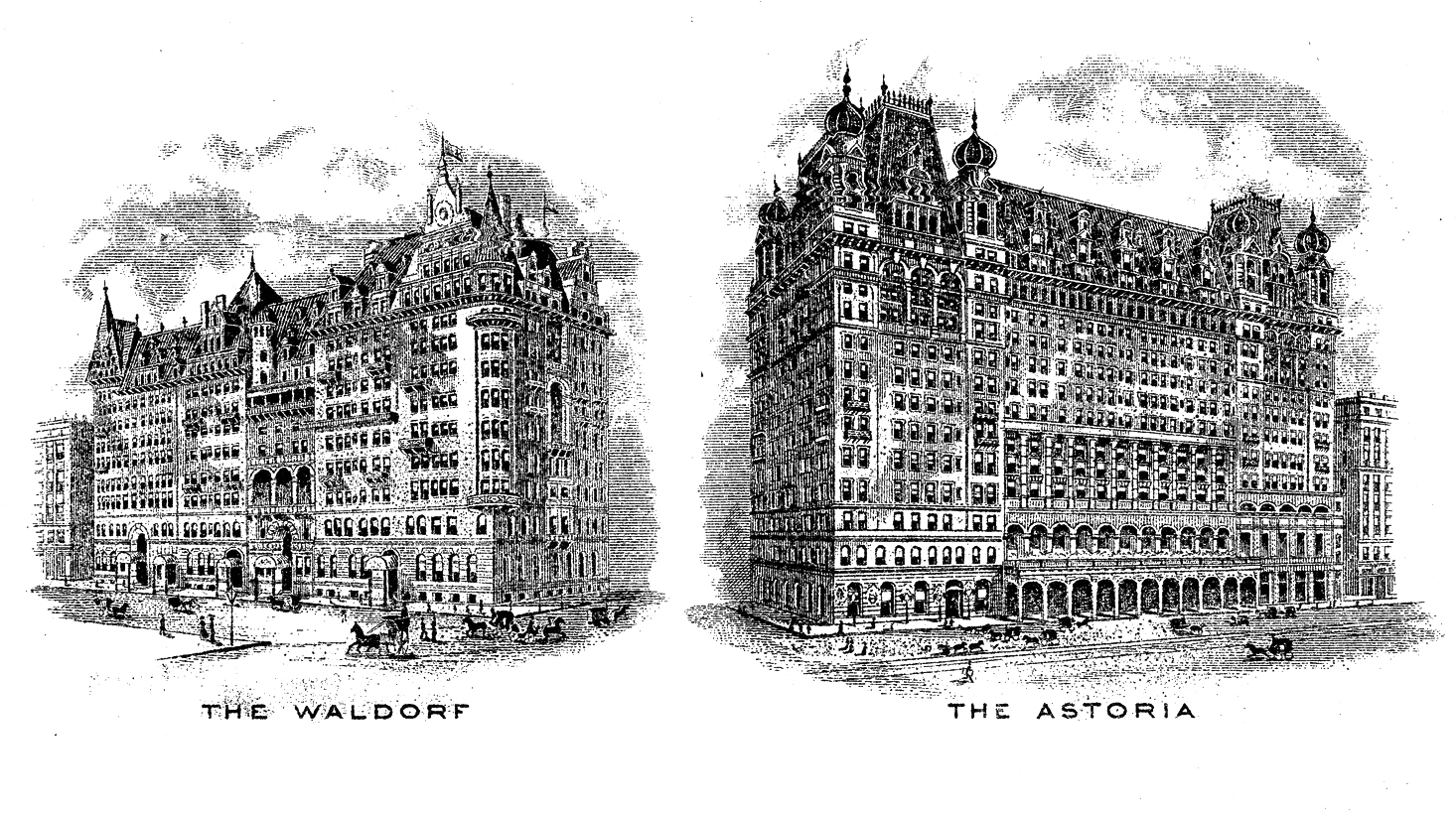
ملصقات منقوشة للفنادق المنفصلة الأصلية.

## التاريخ

### المباني الأصلية

#### التشييد
بدأ الفندق الأصلي كفندقين في شارع الجادة الخامسة حيث بناهما أقارب متناحرين( بينهما خلافات عائلية )، وفي 13 مارس 1893 تم افتتاح فندق والدورف الأول المكون من 13 طابقًا والمكون من 450 غرفة، والذي صممه هنري جانواي هاردنبيرج على طراز عصر النهضة الألماني في الركن بين شارع الجادة الخامسة وشارع 33 حيث كان يقع قصر المطور المليونير ويليام والدورف أستور. وبلغ ارتفاع الفندق الأصلي 225 قدمًا (69 مترًا)، بواجهة تبلغ حوالي 100 قدم (30 مترًا) في شارع الجادة الخامسة، وبمساحة 69475 قدمًا مربعًا (6454.4 مترًا مربعًا).
قام ويليام أستور، بدافع من الخلاف مع عمته كارولين ويبستر شيرمرهورن أستور، ببناء فندق والدورف المجاور لمنزلها، في موقع قصر والده. تم بناء الفندق مطابقا للمواصفات التي كانت تخص جورج بولدت، الذي يمتلك ويدير فندق بلفيو-ستراتفورد ( وهو فندق عصري في شارع برود في فيلادلفيا، بنسلفانيا، مع زوجته لويز).
بولدت كان معروف بأنه «معتدل الأخلاق، متواضع»، يشبه «أستاذ ألماني نموذجي بلحيته المقصوصة التي ظل يحلقها بدقة... ونظارته على حبل حريري أسود». [بحاجة لمصدر] استمر بولدت في امتلاك فندق بلفيو-ستراتفورد حتى بعد ازدهار علاقته مع ويليام أستور.
في البداية بدا أن فندق والدورف متجه للفشل، وكان يُعرف لفترة وجيزة باسم «حماقة بولدت» أو «حماقة أستور»، مع تصور عام أنه لا مكان لفندق فخم بمدينة نيويورك. فقد كان سكان نيويورك الأثرياء غاضبين لأنهم اعتبروا بناء الفندق خرابًا لحي جيد. ووجد المسافرون من رجال الأعمال أنه باهظ الثمن وبعيد جدًا عن احتياجاتهم.
في مواجهة كل ردة الفعل هذه، قرر جورج بولدت أن يستضيف الفندق حفلًا موسيقيًا مفيدًا لمستشفى سانت ماري للأطفال في يوم افتتاحهـ كانت المستشفى هو المؤسسة الخيرية المفضلة للمسجلين في السجل الاجتماعي، و امتلأت قاعة الاحتفالات بالعديد من العائلات الأولى في نيويورك، الذين دفعوا خمسة دولارات للحفل الموسيقي والعشاء في والدورف، و سرعان ما أصبح نجاحًا كبيرًا، حيث كسب 4.5 مليون دولار في عامه الأول، وهو مبلغ باهظ لتلك الفترة.
أدى بناء ويليام أستور لفندقه بجوار منزل عمته إلى تفاقم عداءه معها، ولكن بمساعدة بولدت أقنع جون جاكوب أستور الرابع (ابن عم والدورف ) والدته بالانتقال إلى الجزء العلوي من المدينة.
في 1 نوفمبر 1897، افتتح جون جاكوب أستور الرابع فندق أستوريا المكون من 17 طابقًا في موقع مجاور ـ وأجره إلى بولدت.

تم بناء الفنادق في البداية كمبنيين منفصلين، لكن بولدت خطط لفندق أستوريا بحيث يمكن توصيلها بـفندق والدورف بواسطة رواق لذا تم إنشاء«زقاق الطاووسPeacock Alley» لربط المبنيين، وأصبح الفندق فيما بعد معروفًا باسم «والدورف أستوريا»، وهو أكبر فندق في العالم في ذلك الوقت.

#### ذروة النجاح
تم تصميم الفندق خصيصًا لتلبية احتياجات الطبقة العليا الثرية البارزة اجتماعيًا في نيويورك والزائرين الأجانب المتميزين للمدينة بحيث يوفر هاتف في كل غرفة وخدمة غرف من الدرجة الأولى،  و وفقًا للمؤلف شون دينيس كاشمان أصبح الفندق «رمزًا ناجحًا لثراء وإنجاز عائلة أستور»،حيث  كان أول فندق يوفر كهرباء كاملة وحمامات خاصة.
أصبح المالك المؤسس بولدت ( الذي كان شعاره "الضيف دائمًا على حق)   ثريًا وبارزًا على المستوى الدولي، إن لم يكن من المشاهير مثل موظفه الشهير، أوسكار تشيركي (مدير الفندق )  المعروف باسم "أوسكار والدورف" أيضا والذي استمر  منذ افتتاح الفندق في عام 1893 حتى تقاعد في عام 1943.
كان  أوسكار تشيركي  قد وصل إلى الولايات المتحدة من سويسرا قبل 10 سنوات منتقدمه للوظيفة في  فندق والدورف الجديد، وعلى مر السنين نما لامتلاك معرفة كبيرة بالمطبخ. ثم قام بتأليف «كتاب الطبخ لأوسكار من فندق والدورف» (1896)، وهو كتاب من 900 صفحة يعرض جميع الوصفات الشعبية في تلك الأيامبما في ذلك وصفاته الخاصة، والتي نالت استحسانًا كبيرًا، مثل سلطة والدورف، والبيض بنديكت، وتتبيلة ثاوزند آيلاند للسلاطات التي لا تزال شائعة في جميع أنحاء العالم اليوم.
كتب جيمس ريمنجتون مكارثي في كتابه «زقاق الطاووس»  أن أوسكار اكتسب شهرة بين عامة الناس باعتباره فنانًا «ألف السوناتات في الحساء، والسيمفونيات في السلطة، والنوت الموسيقية في الصلصات، والقصائد في المقبلات».
في عام 1902  نشر أوسكار تشيركي كتيب أسمه «تقديم وجبة عشاء من قبل أوسكار والدورف أستوريا»، وهو كتيب يشرح تعقيدات كونك متعهدًا للنخبة الأمريكية والدولية. كان لدى أوسكار تشيركي ذاكرة ممتازة و موسوعية لتفضيلات العديد من الضيوف في الطهي، مما زاد من شعبيته. ففي عام 1937، على سبيل المثال، تذكر ضيفًا من الذين ليلة الافتتاح والأشخاص البارزين الذين حضروا في فندق والدورف القديم، كان هذا الضيف هو بافالو بيل، وتحدث بإسهاب عن التخطيطالذي حدث في والدورف أستوريا والاتصا بين المبنيان والذي شبهه بقناة بنما.
اكتسب والدورف شهرة عالمية بسبب حفلات العشاء والكرات لجمع التبرعات، حيث كان يجذب بانتظام شخصيات بارزة مثل أندرو كارنيجي، الذي أصبح لاعباً أساسياً. غالبًا ما كانت تُقام الولائم في قاعة الاحتفالات للشخصيات المحترمة والعائلة المالكة الدولية. كان والدورف أستوريا مؤثرًا في النهوض بوضع المرأة، حيث تم قبولها بشكل فردي دون مرافقين. كانت زوجة جورج بولدت، لويز كيرر بولدت، مؤثرة في تطوير فكرة الفندق الحضري الكبير كمركز اجتماعي، لا سيما في جعله جذابًا للنساء كمكان للمناسبات الاجتماعية. في 11 فبراير 1899، استضاف أوسكار حفل عشاء فخم وصفته صحيفة نيويورك هيرالد تريبيون بأنه أغلى عشاء في المدينة في ذلك الوقت. تم إنفاق حوالي 250 دولارًا لكل ضيف، مع المحار الأزرق وحساء السلحفاة الخضراء وجراد البحر والبط الأحمر والتوت الأزرق. زعمت إحدى المقالات في ذلك العام أنه في أي وقت من الأوقات، كان الفندق يحتوي على أشياء ثمينة بقيمة 7 ملايين دولار في الخزنة، مما يدل على ثروة نزلائه. في عام 1902، تم تنظيم عشاء فخم للأمير هنري بروسيا، وفي عام 1909، تم تنظيم مآدب حضرها المئات لمستكشف القطب الشمالي فريدريك كوك في سبتمبر وإلبرت هنري جاري، مؤسس شركة يو إس ستيل، في الشهر التالي.
تم فتح تحقيق مجلس الشيوخ الأمريكي في غرق سفينة في الفندق في 19 أبريل 1912، واستمر هناك لبعض الوقت في غرفة ميرتل، قبل الانتقال إلى واشنطن العاصمة. جون جاكوب أستور كان الرابع أحد الأشخاص الذين لقوا حتفهم في رحلته المشؤومة. كان سبعة من أعضاء مجلس الشيوخ حاضرين في اللجنة الفرعية، بما في ذلك ويليام ألدن سميث (جمهوري، ميشيغان) كرئيس، جوناثان بورن (جمهوري من ولاية أوريغون)، ثيودور إي.بيرتون (جمهوري من ولاية أوهايو)، دنكان يو فليتشر (ديمقراطي، فلوريدا)، فرانسيس جي. نيولاندز (د، نيفادا)، جورج كليمنت بيركنز (جمهوري، كاليفورنيا) وفرنيفولد ماكلنديل سيمونز (د، نورث كارولينا). تم اختيار تشكيل اللجنة الفرعية بعناية لتمثيل الأجنحة المحافظة والمعتدلة والليبرالية للحزبين.
في عام 1919، أعلن صاحب المطعم لويس شيري عن «تحالف» مع والدورف أستوريا الذي تضمن كلاً من الحلويات وخدمات المطاعم. على الرغم من أنه لم يتم الكشف عنها في ذلك الوقت، إلا أن ملكية شركة شركة لويس شيري كانت منوطة بشكل كبير «بمصالح Boomer-duPont»، في إشارة إلى لوسيوس م. بومر، رئيس مجلس إدارة والدورف-Astoria، و تي كولمان دو بونت. عند وفاته في ذلك العام، اشتهر ويليام والدورف أستور بقيمة 200 مليون جنيه إسترليني، والتي تركها كأمانة لابنيه والدورف وجون جاكوب. تم الإبلاغ عن نصيبه نصف في والدورف أستوريا وفندق أستور في ذلك الوقت بقيمة 10 ملايين جنيه إسترليني.  في مساء يوم 15 نوفمبر 1926، بثت شركة الإذاعة الوطنية برنامجها الافتتاحي من قاعة الاحتفالات الكبرى في والدورف أستوريا القديمة. كان ويل روجرز من بين الفنانين الذين سمعهم مستمعو الراديو. أصبحت الشبكة هي الشبكة الحمراء في 1 يناير 1927، عندما أطلقت NBC شبكتها الثانية، التي سميت الشبكة الزرقاء. أجبرت دعوى مكافحة الاحتكار على بيع Blue Network في عام 1942؛ أصبحت شركة الإذاعة الأمريكية.

واجه الفندق منافسة شديدة منذ أوائل القرن العشرين، مع ظهور مجموعة من الفنادق الجديدة في مدينة نيويورك مثل فندق أستور (1904)، وفندق سانت ريجيس (1904)، ونيكربوكر (1906)، وسافوي بلازا. فندق (1927). بحلول العشرينيات من القرن الماضي، أصبح الفندق قديمًا، وانتقلت الحياة الاجتماعية الأنيقة في نيويورك إلى الشمال أكثر من شارع 34. باعت عائلة Astor الفندق أخيرًا لمطوري مبنى مبنى إمباير ستيت وأغلقت الفندق في 3 مايو 1929. تم هدمه بعد فترة وجيزة.

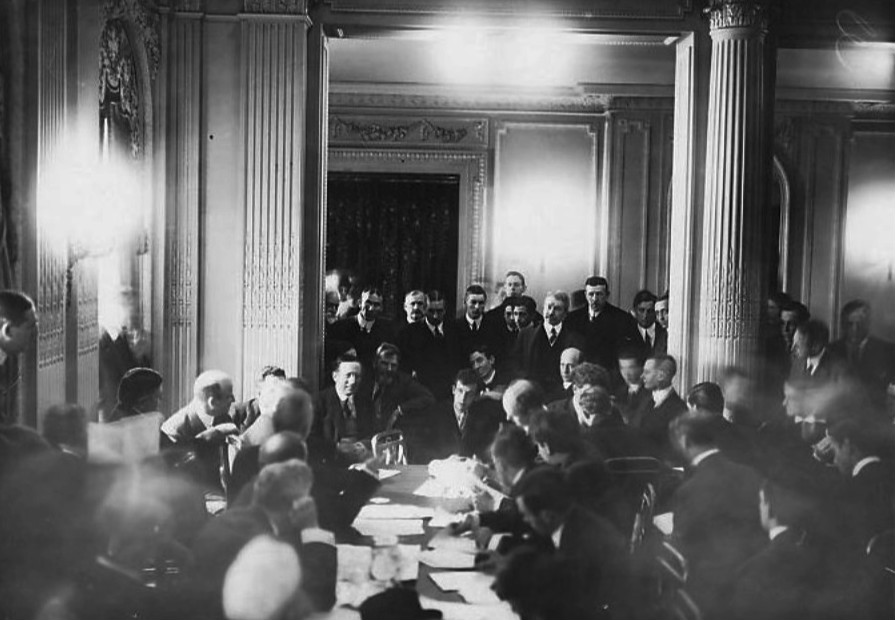
جلسة استماع في لجنة مجلس الشيوخ الأمريكي بشأن غرق سفينة تيتانيك عقدت في الفندق في عام 1912

### المبنى الحالي

#### السنوات الأولى والسياسة الدولية
استندت فكرة فندق والدورف أستوريا الجديد إلى مفهوم أن فندقًا كبيرًا وفخمًا يجب أن يكون متاحًا في نيويورك للزوار المميزين. لم يكن من الصعب الحصول على الدعم المالي في صيف عام 1929، حيث كانت الأوقات مزدهرة؛ لم يكن سوق الأسهم قد انهار بعد ولم يكن الكساد قد حل. ومع ذلك، قبل تمهيد الأرض للمبنى الجديد، أصبح بعض المستثمرين متشككين حول ما إذا كان هذا هو الوقت المناسب للاستثمار في فندق فاخر. كانت أرض الفندق الجديد مملوكة سابقًا لشركة سكة حديد نيويورك المركزية، التي كانت تدير محطة طاقة لمحطة محطة غراند سنترال في الموقع. كان نيويورك سنترال قد وعد بمبلغ 10 ملايين دولار لبناء والدورف أستوريا الجديد. قررت السكك الحديدية وجميع المستثمرين الآخرين الوفاء بالتزاماتهم واغتنام فرصهم في ظل المناخ المالي غير المستقر.
تم افتتاح المبنى الجديد في بارك أفينيو، بين شارع 49 شرق و 50 شرقًا، في 1 أكتوبر 1931. كان أطول وأكبر فندق في العالم في ذلك الوقت،  ويغطي المبنى بأكمله. أصبح البرج المركزي النحيل معروفًا باسم أبراج والدورف، بمدخله الخاص على شارع الخمسين، ويتألف من 100 جناح، تم تأجير ثلثها كمساكن خاصة.  الرئيس هربرت هوفر في الإذاعة التي تبث من البيت الأبيض : «إن افتتاح فندق والدورف أستوريا الجديد هو حدث في النهوض بالفنادق، حتى في مدينة نيويورك. يحمل تقليدًا كبيرًا في الضيافة الوطنية... يمثل مقياس نمو الأمة في السلطة والراحة والفن... معرض للشجاعة والثقة للأمة بأسرها». حوالي 2000 شخص في قاعة الرقص يستمعون إلى هذا الخطاب، ولكن بحلول نهاية يوم العمل، كان الفندق المكون من 2200 غرفة يحتوي على 500 غرفة فقط. لم يبدأ والدورف أستوريا العمل بربح حتى عام 1939. استمر لوسيوس بومر في إدارة الفندق في ثلاثينيات وأربعينيات القرن العشرين، وهو شخصية قيادية أشار إليها توني ري على أنه «أعظم رجل فندق في عصره». انتخب بومر رئيسًا لمجلس إدارة شركة والدورف أستوريا في 20 فبراير 1945، وهو المنصب الذي شغله حتى وفاته في يوليو 1947.
مثل الفندق الأصلي، اكتسب فندق والدورف أستوريا منذ إنشائه شهرة عالمية بحفلات العشاء الرائعة والمناسبات، والتي غالبًا ما تكون في قلب المؤتمرات السياسية والتجارية وخطط جمع التبرعات. أشار المؤلف وارد مورهاوس الثالث إلى والدورف أستوريا بأنه «يمكن مقارنته بالمؤسسات الوطنية العظيمة» و «رمز حي عميق في وعينا الجماعي». كان لديه «أكبر قسم مأدبة في العالم» في ذلك الوقت وفقًا لصاحب المطعم توم مارجيتاي، حيث كان مركز النشاط هو قاعة الاحتفالات الكبرى.  في 3 أغسطس 1932، حضر حوالي 200 شخص يمثلون «كريم العالم الأدبي في نيويورك» والدورف أستوريا لتكريم بيرل إس باك، مؤلف كتاب الأرض الطيبة، والتي كانت الرواية الأكثر مبيعًا في الولايات المتحدة. الولايات في عامي 1931 و 1932. عشاء واحد وحده، «عشاء صغير» نسبيًا حضره حوالي 50 شخصًا في يونيو 1946، جمع أكثر من 250.000 دولار. خلال الثلاثينيات والأربعينيات من القرن الماضي، استمتع ضيوف الفندق أيضًا بالملهى الليلي الأنيق «ستارلايت روف» من قبل أوركسترا والدورف أستوريا وموسيقيين مشهورين مثل: كزافييه كوجات وإيدي دوشين وليستر لانين وجلين ميلر.
لعب الفندق دورًا مهمًا في نشأة الحرب الباردة والعلاقات الدولية خلال سنوات ما بعد الحرب، حيث نظم العديد من الفعاليات والمؤتمرات. في 15 مارس 1946، حضر ونستون تشرشل عشاء ترحيبي في الفندق أقامه الحاكم توماس إي ديوي، بعد 10 أيام من إلقاء خطابه الشهير الستار الحديدي، ومن 4 نوفمبر إلى 12 ديسمبر 1946، مؤتمر الأربعة الكبار عقدت في يورجين بومر في الطابق 37 من الأبراج بين الولايات المتحدة وبريطانيا وفرنسا والاتحاد السوفيتي لمناقشة مستقبل أوروبا الشرقية. وفي 24 نوفمبر 1947، 48 شخصيات بارزة في صناعة السينما في هوليوود، بما في ذلك مختلف المديرين التنفيذيين فيلم مثل لويس ماير من مترو غولدوين ماير، هاري كوهن من كولومبيا بيكتشرز، سبايروس سكوراس من 20 شركة فوكس للقرن، ألبرت وارنر من وارنر برذرز واريك جونستون، رئيس جمعية منتجي الصور المتحركة، اجتمعوا في والدورف أستوريا وناقشوا ما سيصبح بيان والدورف، الذي يحظر الأشخاص ذوي المعتقدات أو الميول الشيوعية من صناعة السينما في هوليوود.  جاء البيان ردًا على اتهامات الكونجرس بازدراء من يسمى «هوليوود عشرة».
اكتسب فندق والدورف أستوريا شهرةً دوليةً بعد نقله على وجه الخصوص لحفلات العشاء الفخمة والمناسبات، وغالبًا ما تكون في قلب المؤتمرات السياسية والتجارية وخطط جمع التبرعات التي يشارك فيها الأثرياء والمشاهير. بعد الحرب العالمية الثانية على وجه الخصوص، لعبت دورًا مهمًا في السياسة العالمية والحرب الباردة، وبلغت ذروتها في مؤتمر السلام العالمي المثير للجدل في مارس 1949 في الفندق، والذي تم فيه إدانة الستالينية على نطاق واسع. حصل كونراد هيلتون على حقوق إدارة الفندق في 12 أكتوبر 1949، واشترت شركة هيلتون للفنادق أخيرًا الفندق في عام 1972. وقد خضع لتجديد بقيمة 150 مليون دولار من قبل لي جابلين في الثمانينيات وأوائل التسعينيات، وفي أكتوبر 2014 تم الإعلان عنه أن مجموعة مجموعة أنبانج للتأمين الصينية قد اشترت فندق والدورف أستوريا نيويورك مقابل 1.95 مليار دولار أمريكي، مما يجعله أغلى فندق تم بيعه على الإطلاق. في 1 يوليو 2016، أعلنت أنبانج أنها ستحول بعض غرف فندق والدورف أستوريا إلى وحدات سكنية، وإغلاق الفندق لتجديد لمدة ثلاث سنوات في 1 مارس 2017. وسيضم الهيكل الذي تم تجديده 375 غرفة فندقية و375 وحدة سكنية جديدة تمامًا شقق سكنية.

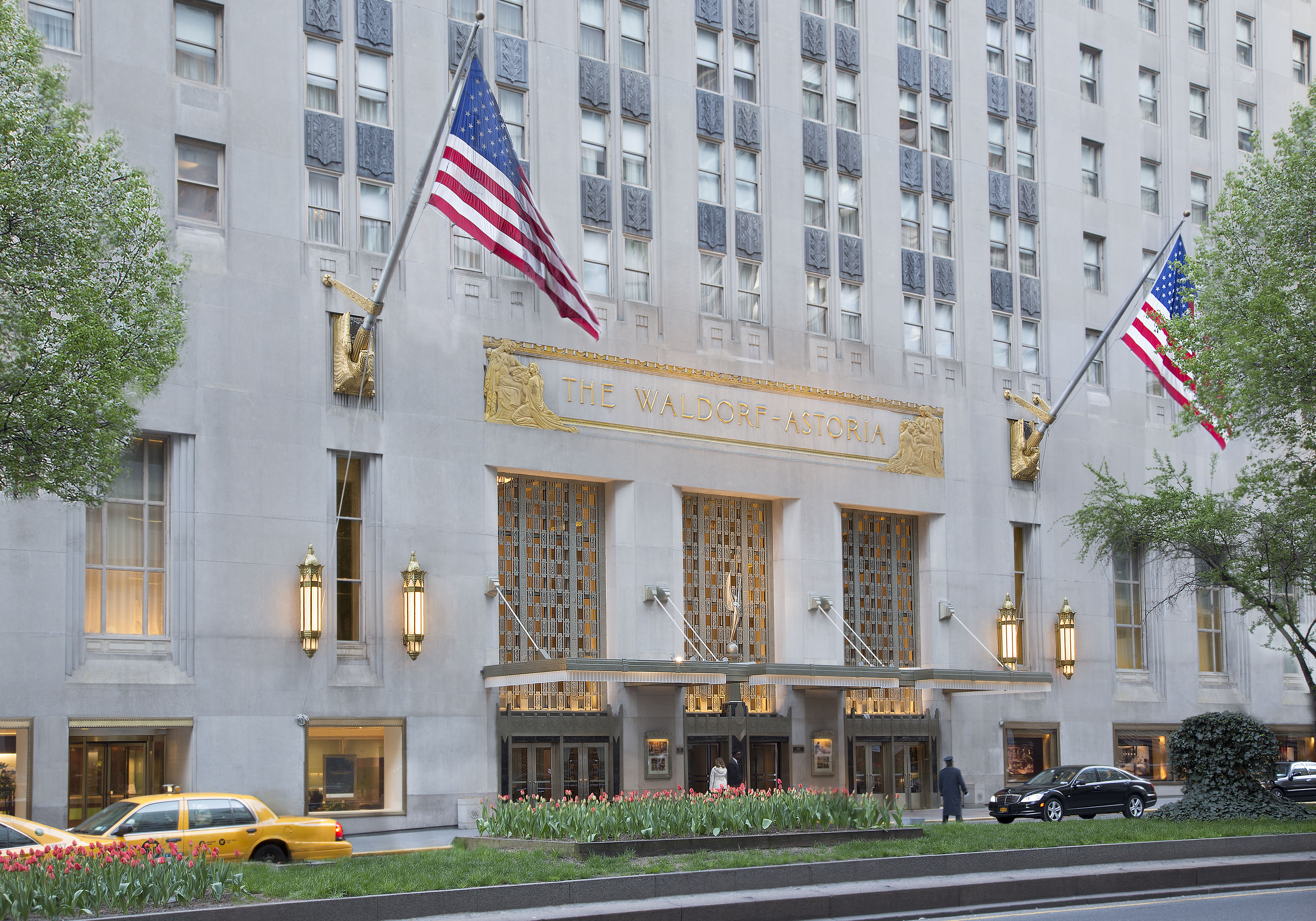

ضم فندق والدورف أستوريا آند تاورز 1413 غرفة فندقية اعتبارًا من عام 2014. في عام 2009، عندما كان يحتوي على 1416 غرفة، كان الفندق الرئيسي يحتوي على 1235 غرفة فردية ومزدوجة و 208 أجنحة صغيرة، في حين أن أبراج والدورف، من الطابق 28 حتى 42، بها 181 غرفة، 115 منها عبارة عن جناح، بغرفة نوم واحدة إلى أربع غرف نوم. تم تسمية العديد من الأجنحة الفاخرة على أسماء المشاهير الذين عاشوا أو أقاموا فيها مثل جناح كول بورتر والجناح الملكي، الذي سمي على اسم دوق ودوقة وندسور وجناح ماك آرثر وجناح تشرشل. تم تصميم أغلى غرفة، الجناح الرئاسي، بأثاث على الطراز الجورجي لمحاكاة غرفة البيت الأبيض. كان مقر إقامة هربرت هوفر منذ تقاعده لأكثر من 30 عامًا، وأقام فرانك سيناترا جناحًا في والدورف من عام 1979 حتى عام 1988.

### أبريل في باريس بول

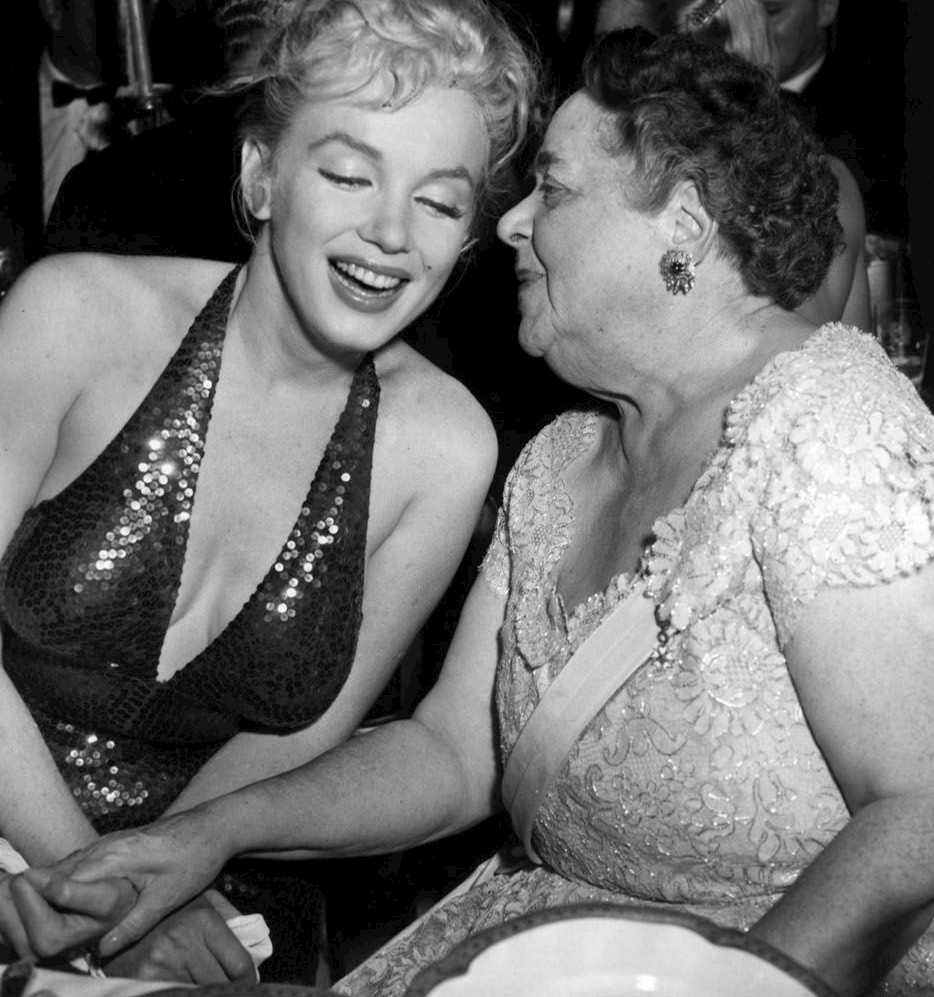
مارلين مونرو مع المنظم إلسا ماكسويل في 1957 أبريل في باريس بول

كان حفل أبريل في باريس بول حدثًا سنويًا تتمثل مهمته في تحسين العلاقات الفرنسية الأمريكية، ومشاركة الثقافات، والمساعدة في تقديم المساعدة للجمعيات الخيرية الأمريكية والفرنسية، بالإضافة إلى الاحتفال بالذكرى السنوية 2000 لتأسيس باريس. أنشأه كلود فيليب، مدير مأدبة الفندق، في عام 1952. بينما تعاملت إدارة الفندق مع الدعوات والدعاية، تم تنسيق التفاصيل الأخرى من قبل المجتمعين. أعطيت إلسا ماكسويل المسؤولية الأساسية في تنظيمها.  أقيمت في البداية سنويًا في أبريل، ولكن وفقًا لآن فاكارو، المديرة التنفيذية السابقة للكرة، تم تغييرها إلى أكتوبر لأن "السيد فيليب قرر أنه نظرًا لوجود العديد من الكرات في الربيع، في أكتوبر". بعد تغييره إلى أكتوبر، غالبًا ما يمثل بداية موسم الخريف الاجتماعي في الولايات المتحدة. تم تنظيمه في قاعة الاحتفالات الكبرى في والدورف لمدة ثماني سنوات قبل أن ينتقل إلى فندق أستور في عام 1960، ومخزن الفوج السابع في عام 1961، وأماكن أخرى. تم تصميم الكرة لتلبية احتياجات "الأشخاص من الدرجة العالية جدًا" وفقًا لفاكارو. تبلغ تكلفة تذاكر اليانصيب 100 دولار أمريكي للفرد وتقدم جوائز فاخرة مثل سوار بقيمة 5000 دولار أمريكي ومجوهرات أخرى وفراء باهظ الثمن وعطور وحتى سيارات. في حدث 1960، تضمنت الجوائز الممنوحة سيارة فورد ثندربيرد، معطف شينشيلا، سيارة رينو دوفين، نظام هاي فاي للتلفزيون، آلة كاتبة كهربائية، 25 صندوقًا من النبيذ الفرنسي باهظ الثمن، لوحات أصلية وخزف، مجوهرات، ساعات وأكياس المساء وكلب بودج أصيل حصل الضيوف على علب هدايا تحتوي على سلاسل مفاتيح ذهبية ومجوهرات، وشمبانيا وبراندي، ومنافض سجائر مكسيم، وأنابيب، وفتاحات زجاجات فضية، وقبعات وأوشحة، وزهور. قيل أن كل ضيف عاد إلى المنزل مع هدية واحدة على الأقل في المقابل. في حدث 1979، تم توزيع جوائز بقيمة 106000 دولار أمريكي. على مدار تاريخها، حصلت الكرة، التي كانت معفاة من الضرائب، على ملايين الدولارات، والتي ذهبت بشكل أساسي إلى أكثر من 20 جمعية خيرية أمريكية مثل جمعية السرطان الأمريكية، مع تخصيص 15 إلى 20٪ للجمعيات الخيرية الفرنسية. تم دفع رواتب طاقم من ثلاثة أشخاص بدوام كامل على مدار العام لتنظيمها. من بين نفقات الكرة، قال المؤسس فيليب: "نحن نحاسب أكثر، ونعطي أكثر، ونستفيد أكثر - إنها معادلة نجاح".  شغل برنارد إف جيمبل منصب أمين الصندوق الرئيسي. أصبحت كرة باريس حدثًا بارزًا في التقويم السنوي خلال الخمسينيات من القرن الماضي، مع عرض مبكر واحد يضم "ثلاث ساعات مذهلة من خمسة تابلوهات، من إخراج ستيوارت تشاني "، تصورمشهدًا من القرن الثاني عشر من شعب الشعراء في محكمة اليانور من Aquitane، هنري الثامن اجتماع الصورة في حقل من القماش من الذهب، لويس الرابع عشر في فرساي، وعرض للأزياء من 40 الإبداعات التي كتبها ديور، جاك، وببيبر، وديسيس، وجيفنشي".  الفرنسية تقدم النجوم جولييت غريكو وجان سابلون وبياتريس ليلي وجون لودر والعديد من الأشخاص الآخرين تم نقلهم بالطائرة من أجل الكرة. وحضر حدث عام 1957 حوالي 1300 ضيف، بما في ذلك دوق ودوقة وندسور والسيناتور جون كينيدي وزوجته جاكي مارلين مونرو، التي دفعت 100 دولار لكل منها وتبرعت بمبلغ 130.000 دولار للجمعيات الخيرية. العام التالي، تم تزيين القاعة بـ 30 قدم (9.1 م) أشجار الكستناء العالية، بكسب 170 ألف دولار أمريكي للجمعيات الخيرية. أقيمت الكرة الأخيرة في الفندق في 10 أبريل 1959، وكان الموضوع الرئيسي هو السيرك الباريسي في القرن الثامن عشر. تم نقل أزياء السيرك الأصلية من تلك الفترة من فرنسا، وحضرت الكرة مارلين ديتريش، التي أدت أغنيتين لموريس شوفالييه، مرتدية قبعة علوية، وبنطلون، وصدرية، وقفازات بيضاء.

### تاريخ لاحق

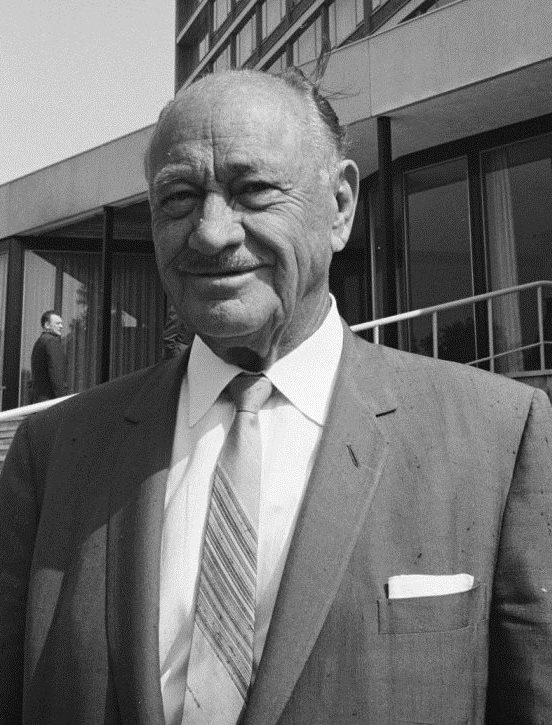
كونراد هيلتون

في 6 مايو 1963، احتفلت تايم بالذكرى الأربعين لتأسيسها في الفندق. حضر الحفل حوالي 1500 من المشاهير،  بما في ذلك الجنرال دوغلاس ماك آرثر، وجان مونيه، وهنري كابوت لودج جونيور، وبوب هوب، وجو لويس، وديفيد أو.سلزنيك، ووزير الخارجية دين راسك، وإدوارد كينيدي، وهنري فورد الثاني، واشياء أخرى عديدة.  في عام 1968، قامت فرقة الروك البريطانية ذا هو بتسجيل الدخول إلى الفندق، حيث واجهوا صعوبات مع موظفي والدورف أستوريا. نظرًا لسمعة الفرقة في تحطيم غرف الفنادق والسلوك المشاكس، طالب والدورف بدفع النقود مقدمًا. ومع ذلك، بعد الحفلة، مُنع أعضاء الفرقة من الوصول إلى غرفهم بالفندق، حيث تم الاحتفاظ بأمتعتهم. يدعي توني فليتشر، في سيرته الذاتية على كيث مون، أن مون تحدى الموظفين وفجر باب غرفتهم من المفصلات بقنابل الكرز الخاصة به واستعاد أمتعتهم، مما دفع ذا هو لإظهار الباب ومنع من الفندق بسبب الحياة. ومع ذلك، من الواضح أن الحظر قد تم إلغاؤه لاحقًا أثناء أدائهم في قاعة مشاهير الروك أند رول في والدورف في 17 يناير 1990.
بعد وقت قصير من افتتاح الفندق في عام 1931، ورد أن صاحب الفندق كونراد هيلتون، الذي كاد أن يفلس في ذلك الوقت، قام بقص صورة للفندق من مجلة وكتب عبرها، «أعظمهم جميعًا». حصل على حقوق إدارة الفندق في 12 أكتوبر 1949. اشترت شركة فنادق هيلتون الفندق نهائيًا في عام 1972. في سبعينيات القرن الماضي، استمر فندق والدورف أستوريا في لعب دور مهم في السياسة الدولية، ولا سيما بين الولايات المتحدة والشرق الأوسط. في تشرين الثاني (نوفمبر) 1974، أحضر «موكب من 20 سيارة، وعلى متنه ثمانية رماة شرطة يحملون البنادق يرتدون سترات واقية من الرصاص» زعيم حزب فتح الفلسطيني فاروق القدومي إلى والدورف من مطار جون كينيدي الدولي. كان والدورف في حالة تأهب قصوى، وتم إحضار كلاب الراعي الألماني قبل وصوله للبحث عن قنابل محتملة. خصصت خمسة عشر جناحا في الفندق ل منظمة التحرير الفلسطينية وفد (منظمة التحرير الفلسطينية). في الشهر التالي، التقى الرئيس فورد بنيلسون روكفلر بعد أن تم التصويت له نائبًا للرئيس، وعُقد مؤتمر صحفي لمدة 90 دقيقة في جناح بالفندق. في تشرين الثاني (نوفمبر) 1975، أصرت الحكومة الأمريكية على بقاء زعيم منظمة التحرير الفلسطينية ياسر عرفات في فندق والدورف أثناء زيارته لأمريكا، على عكس رغبات موظفي الفندق. تم تشديد الأمن بشدة. في 12 أغسطس، 1981، كشفت آي بي إم النقاب عن حاسوبها الشخصي في مؤتمر صحفي في والدورف أستوريا،   وفي عام 1985، عقدت الرابطة الوطنية لكرة السلة أول مشروع يانصيب على الإطلاق بين فرق غير اللعب في ستارلايت روم. كان اليانصيب هو مسودة الدوري الاميركي للمحترفين عام 1985 حيث كان باتريك إيوينج هو الاختيار رقم واحد.قام لي جابلين، من شركة هارمان جبرين المهندسين المعماريين، بتجديد وترقية الممتلكات التاريخية بالكامل إلى عظمتها الأصلية خلال منتصف الثمانينيات حتى منتصف التسعينيات في عملية تجديد بقيمة 150 مليون دولار.  تم تسمية الفندق كمعلم رسمي لمدينة نيويورك في عام 1993. في 27 مايو 2001، أقامت الأبرشية الشرقية للكنيسة الأرمنية الأمريكية مأدبة كبيرة في الفندق للاحتفال بالذكرى 1700 لاعتناق أرمينيا المسيحية، وكان السفير إدوارد دجيريجيان ضيف الشرف. في 7 مايو 2004، عقد مؤتمر صحفي من قبل MGM، ومناقشة ستيف مارتن الصورة النمر الوردي من النمر الوردي سلسلة. أقيم حفل تكريم DGA السنوي الخامس في والدورف في 29 سبتمبر. في عام 2006، أطلقت هيلتون فنادق ومنتجعات والدورف أستوريا، وهي علامة تجارية تحمل اسم الفندق. تقع فروع والدورف أستوريا الآن في أريزونا وكاليفورنيا وفلوريدا وهاواي ولويزيانا في الولايات المتحدة، وفي الخارج في فرنسا وإسرائيل وإيطاليا والمملكة العربية السعودية.  في عام 2006، ورد أن هيلتون تفكر في افتتاح فندق والدورف أستوريا الجديد في قطاع لاس فيغاس. في عام 2008، افتتح والدورف أستوريا سبا غيرلان وسبا شقرا. في الفندق، كجزء من مجموعة والدورف أستوريا، والتي تقدم «تدليك للجسم والوجه باستخدام مستحضرات بساتين الأوركيد الإمبراطورية للعناية بالبشرة من غيرلان التي تتحدى الشيخوخة». والدورف أستوريا نيويورك عضو في الفنادق التاريخية الأمريكية، البرنامج الرسمي للصندوق الوطني للمحافظة على التاريخ. يواصل «أبراج والدورف أستوريا» العمل كفندق بوتيك «داخل فندق». في أكتوبر 2014، أُعلن أن مجموعة Anbang للتأمين، ومقرها الصين، قد اشترت فندق والدورف أستوريا نيويورك مقابل 1.95 مليار دولار أمريكي، مما يجعله أغلى فندق تم بيعه على الإطلاق.
في 1 يوليو 2016، أعلن أنبانغ عن خطط لتجديد الفندق وتحويل بعض الغرف إلى وحدات سكنية. وبموجب الخطة، سيتم تحويل بعض غرف الفندق إلى شقق، مع بقاء باقي الغرف أجنحة فندقية. كجزء من عملية التجديد، تم إغلاق الفندق في 1 مارس 2017. تم إغلاق مطاعم الفندق، بما في ذلك زقاق الطاووس يندب الثور والدب ستيك هاوس يند لا شين، الذي تم افتتاحه مؤخرًا، جنبًا إلى جنب مع الفندق؛ سيتم إعادة فتحها عند اكتمال التجديد. بعد أسبوع من إغلاق الفندق، في 7 مارس 2017، صوتت لجنة الحفاظ على معالم مدينة نيويورك بالإجماع على قائمة التصميمات الداخلية للأماكن العامة الشهيرة بالفندق باعتبارها معالم مدينة نيويورك، وحمايتها من أي تغيير أثناء التجديدات. في نوفمبر 2019، أُعلن أن 375 وحدة سكنية في والدورف أستوريا ستطرح للبيع بدءًا من أوائل عام 2020، بينما لن يُعاد فتح 350 غرفة فندقية متبقية حتى عام 2021.

## البناء
صرحت شركة Travel America : «البقاء في الصالونات الفخمة في والدورف-Astoria هو التراجع في الوقت المناسب. تعد رحلتك إلى حارة الذاكرة بمثابة الفلاش باك لأيام الثلاثينيات الساحرة، عندما كانت هذه التحفة الفنية على طراز الآرت ديكو أطول فندق في العالم ومركز مجتمع النخبة. معلم أسطوري من الحجر الجيري يحتل كتلة كاملة من العقارات الرئيسية في وسط مانهاتن، ولا يزال عنوانًا مرموقًا يجسد الفخامة والقوة في أغنى مدينة على وجه الأرض.» 

### الخارج

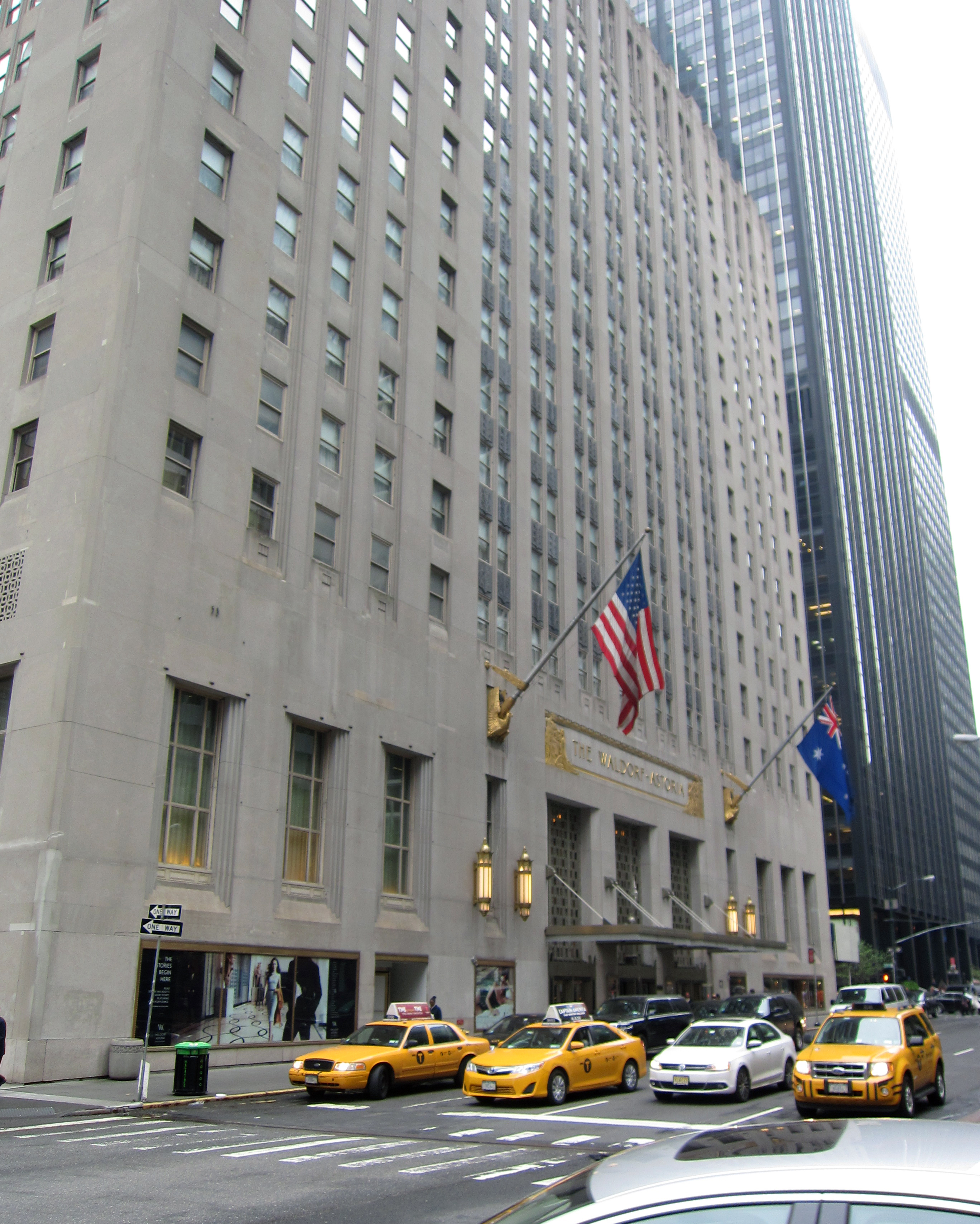
والدورف أستوريا، واجهة بارك أفينيو

تم تصميم الفندق من قبل المهندسين المعماريين شولتز ويفر، شمال محطة غراند سنترال. تم تطوير تلك المنطقة فوق مسارات السكك الحديدية الحالية المؤدية إلى المحطة، كجزء من مجمع تيرمينال سيتي، حيث تستخدم المباني مثل والدورف أستوريا «حقوق الهواء» إلى الفضاء فوق المسارات. تم افتتاح المبنى الجديد في 1 أكتوبر 1931. المبنى المكون من 47 طابقًا 190.5 متر (625 قدم) فندق كان أطول وأكبر فندق في العالم، وظل كذلك لعدد من السنوات.  1,585 قدم مكعب (44.9 م3)   من الرخام الأسود مستورد من بلجيكا 600 قدم مكعب (17 م3)   بريش مونتالتو و 260 قدم مكعب (7.4 م3)   من جبال الألب الخضراء وصلوا من إيطاليا، وتم جلب حوالي 300 عباءة أثرية لتأثيثها؛  جلبت 200 عربة سكة حديد حوالي 800,000 قدم مكعب (23,000 م3)   من الحجر الجيري لواجهة المبنى، و 27100 طن من الفولاذ للهيكل العظمي، و 2.595 مليون قدم مربع (241,100 م2)   من كتلة الطين والجبس. الأبراج ذات واجهات من الطوب، مما دفع الكثيرين إلى الاعتقاد بأن أموال البناة نفدت.
زقاق الطاووس، ممر طوله 300 قدم تصطف على جانبيه رخام العنبر، ويربط بين مبنيي الفندق. كانت النساء المذهبات في ذلك الوقت يستمتعن بالسير على طوله والإعجاب بأنفسهن في المرايا.  في عام 1931، ورد أن ما يصل إلى 36000 شخص كانوا يسيرون عليها في أي يوم.   أخذ مطعم زقاق الطاووس في والدورف اسمه من الزقاق. 

### الداخل
هذا هو التراث المعماري والثقافي للفندق حيث يتم إجراء جولات في الفندق للضيوف. وقد استشهد فرومرز بالفندق باعتباره «رمزًا للرفاهية»، ويسلط الضوء على «الممرات الفخمة الواسعة، وتركيبات الأبواب ذات الطراز العتيق، وجرس الجرس ذو القفازات البيضاء، ورواق التسوق الفاخر»، و «الفسيفساء المستديرة المذهلة تحت مساحة هائلة ثريا كريستالية»و«ساعة والدورف المستقلة المغطاة بأشكال بارزة من البرونز»في الردهة الرئيسية. يقارنون ديكور الغرف بتلك الموجودة في منزل ريفي إنجليزي، ويصفون الممرات بأنها واسعة ومفروشة بالسجاد، والتي «تبدو وكأنها ستستمر إلى الأبد». يحتوي طابق اللوبي على مكاتب تسجيل وصراف آلي وغرفة إمباير وغرفة هيلتون ونادي ماركو بولو الخاص وصالون الزفاف وصالون كينيث وصالة ومطعم زقاق الطاووس وبار السير هاري. من عام 1992 إلى 2013، كان كينيث، الذي يُطلق عليه أحيانًا أول مصفف شعر مشهور في العالم، اشتهر بصنعه جاكلين كينيدي المنتفخ في عام 1961، نقل تصفيف الشعر وصالون التجميل إلى والدورف بعد أن دمر حريق عام 1990 شارعه الشرقي 54 متجر. في البهو الرئيسي ثريا بطول 10 قدم (3.0 م) بمقدار 10 قدم (3.0 م). المصعد مجهز بألواح من خشب البلوط ودردار الكاربات. مكاتب خاصة في اللوبي مخصصة لوسائل النقل والمسرح، حيث يمكن شراء تذاكر حصرية للعديد من المسارح البارزة في المدينة. اللوبي مؤثث بأفاريز مصقولة من النيكل والبرونز وحجر الخشب الصخري. تم بناء الساعة الكبرى، وهي عبارة عن برونز يبلغ وزنه 4000 رطل، بواسطة شركة شركة غولدسميث في لندن في الأصل لمعرض كولومبيا العالمي عام 1893 في شيكاغو، ولكن تم شراؤها من قبل مالكي والدورف. قاعدتها مثمنة الأضلاع بها ثماني لوحات تذكارية للرؤساء جورج واشنطن وأبراهام لينكولن وأوليسيس س.غرانت وأندرو جاكسون وبنجامين هاريسون وجروفر كليفلاند والملكة فيكتوريا وبنجامين فرانكلين. تم نقل درع كان ينتمي إلى والدورف في السابق إلى مطعم الكسيس في شارع شارع فرانكلين في عام 1984. تحيط العديد من المحلات بالردهة، والتي تحتوي على بيانو كبير مزين بطباعة الأزهار من شتينواي وأولاده كول بورتر على كوكتيل تيراس، الذي قدمه الفندق له كهدية. كان بورتر مقيمًا في الفندق لمدة 30 عامًا وقام بتأليف العديد من أغانيه هنا. غرفة الإمبراطورية هي المكان الذي تم فيه تقديم العديد من العروض الموسيقية والرقصية، من كونت باسي، إلى فيكتور بورج، وجوردون ماكراي، وليزا مينيلي، وجورج إم كوهان، ولينا هورن، أول فنان أسود في الفندق.
يحتوي الطابق الثالث على قاعة الاحتفالات الكبرى، والممر الفضي، وغرفة باسيلدون، وغرفة اليشم، ومعرض أستور. تقيم العديد من المنظمات عشاءها السنوي في قاعة الاحتفالات الكبرى في والدورف، بما في ذلك عشاء رئيس جامعة سانت جون،  والجمعيات الخيرية الكاثوليكية لأبرشية نيويورك السنوية، والتي يتم خلالها تقديم جائزة ديوس كاريتاس للعمل الخيري، و عشاء مؤسسة ألفريد إي سميث التذكارية. أقيمت مأدبة توزيع جوائز ناسكار سلسلة مونستر إنرجي لكأس ناسكار لنهاية الموسم في والدورف أستوريا كل عام بين عامي 1981 و 2008 قبل الانتقال إلى وين لاس فيغاس في لاس فيجاس. أقيم في البداية في Starlight Room، ولكن من عام 1985، تم تنظيمه في قاعة الاحتفالات الكبرى، باستثناء عامي 2001 و 2002. في 1 مايو 2004، كان والدورف أستوريا مكان إقامة بطولة مانهاتن المجرية الكبرى لأوروبا، وهي علاقة خيرية تاريخية شارك في رئاستها الأرشيدوق جورج من النمسا والمجر والتي احتفلت بتوسيع الاتحاد الأوروبي. كان بوب هوب مؤديًا منتظمًا في قاعة الاحتفالات لدرجة أنه قال: «لقد لعبت العديد من حفلات العشاء في قاعة الاحتفالات الكبرى، وأتصدع دائمًا عندما أستيقظ لأتحدث وأترك سترة العشاء الخاصة بي في الردهة حتى ليس عليك شحنه إلى الساحل طوال الوقت».  وتجدر الإشارة في معرض أستور إلى وجود 12 أنثى استعاريّة رسمها إدوارد إيمرسون سيمونز.  شهر أكتوبر من كل عام، أقيمت حفلة باريس في القاعة الكبرى، قبل الانتقال إلى أمريكانا (الآن مركز شيراتون ).  استضافت حفلة ليلة رأس السنة الجديدة التي لا تُنسى مع جاي لومباردو والكنديين الملكيين، واعتاد لومباردو البث المباشر على الراديو هناك من «ستارلايت روف». قدم موريس شوفالييه عرضًا في قاعة الرقص عام 1965 في آخر ظهور له.  الممر الفضي خارج قاعة الرقص يشبه زقاق الطاووس، لكنه أقصر وأوسع.  الطابق الرابع به مكاتب المأدب والمبيعات والعديد من الأجنحة بما في ذلك بارون وفاندربيلت وويندسور وكونراد وفيرتيس ولويس السادس عشر وكول بورتر، والتي سميت على اسم المشاهير الذين أقاموا فيها. كان الطابق الرابع هو المكان الذي تُلعب فيه مباريات الورق سيئة السمعة ليلة الأحد.  أيضًا، تم إعادة إنشاء إحدى غرف المعيشة في جناح والدورف أستوريا في مكتبة ومتحف هربرت هوفر الرئاسي.

### الغرف والأجنحة

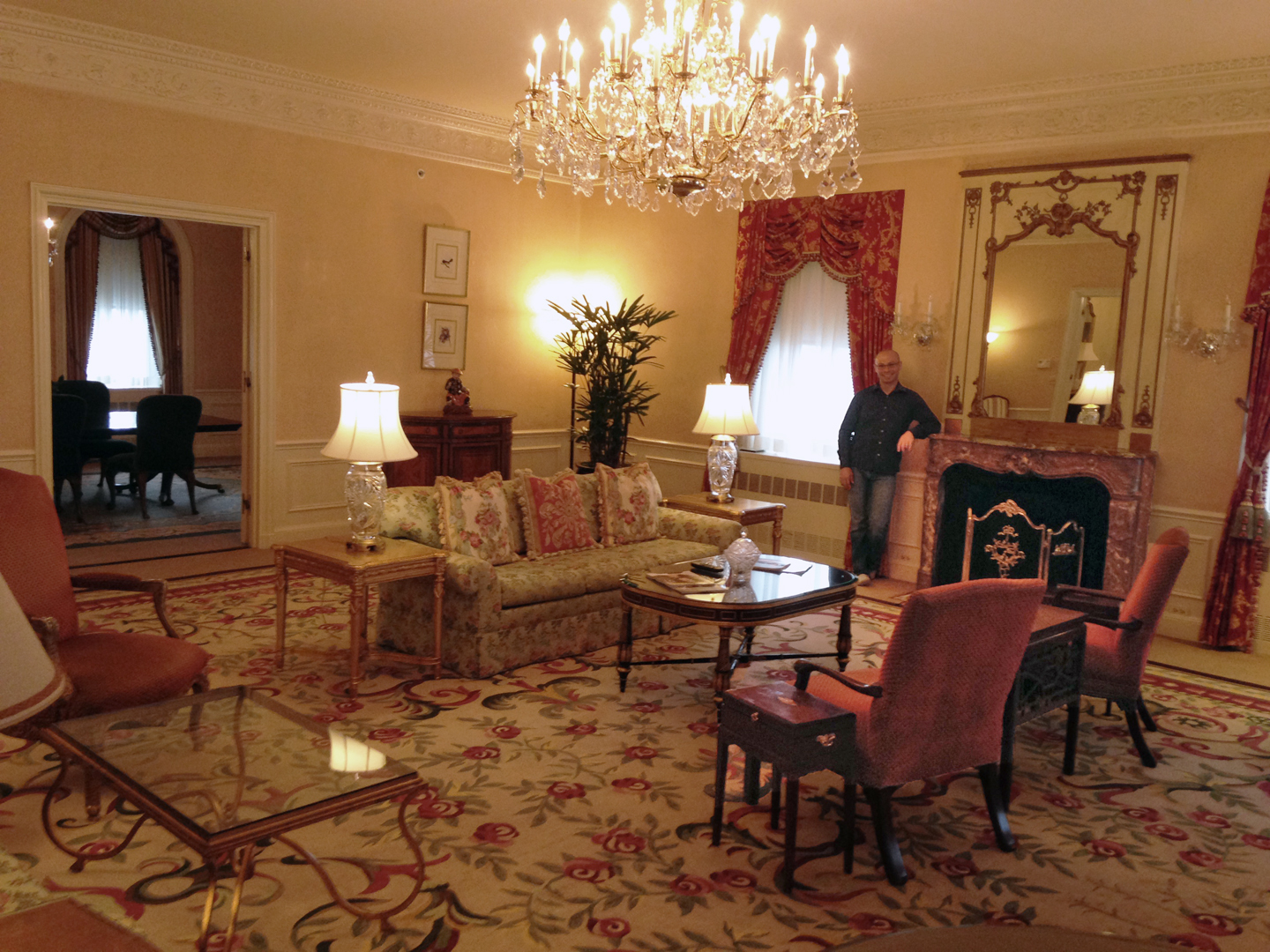
جناح والدورف تاورز 30 أ

يضم فندق والدورف أستوريا آند تاورز 1413 غرفة فندقية اعتبارًا من عام 2014. في عام 2009، عندما كان يحتوي على 1416 غرفة، كان الفندق الرئيسي يحتوي على 1235 غرفة فردية ومزدوجة و 208 جناح صغير، 17 منها تم تصنيفها على أنها «مستوى أستوريا»، وهي غرف تمت ترقيتها مع وسائل راحة فاخرة ودخول مجاني إلى صالة أستوريا. أبراج والدورف، من الطابق 28 حتى الطابق 42، كان بها 181 غرفة، منها 115 جناحًا، بغرفة نوم واحدة إلى أربع غرف نوم. اعتبارًا من أواخر التسعينيات، كان لدى الفندق ما يقرب من 400 موظف خدمة منزلية، مع 150 خادمة نهارية و 24 عاملة ليلية.  تحتفظ الغرف بزخارف آرت ديكو الأصلية، على الرغم من أن كل غرفة مزينة بشكل مختلف. غرف الضيوف، المصنفة على أنها ديلوكس، ومميزة، وفاخرة، تحتوي على أسرّة «والدورف» وتحتوي على حوض استحمام رخامي أو دش مع وسائل راحة من تصميم سالفاتوري فيراغامو. تتميز الأجنحة بأسرّة كينغ أو مزدوجة وتبدأ في الحجم من 450 قدم مربع (42 م2). أصغر الأجنحة المكونة من غرفة نوم واحدة، والتي تتراوح من 450 إلى 600 قدم مربع (42 إلى 56 م2)، ثم أجنحة سيجنتشر بها غرفة معيشة منفصلة وغرفة نوم واحدة أو غرفتي نوم، والتي تتراوح من 750 إلى 900 قدم مربع (70 إلى 84 م2)،  وأخيرًا، أجنحة الأبراج أكبر بشكل عام وأكثر تكلفة، ولديها خدمة خادمة مرتين يوميًا. تنقسم أجنحة البرج إلى أجنحة قياسية، سلسلة الأبراج الفاخرة، والتي تحتوي على غرفة جلوس خاصة بها، وسلسلة تاورز بنتهاوس، وأجنحة تاورز على الطراز الرئاسي، وأخيرًا أغلى جناح رئاسي في الطابق 35. تحتوي سلسلة سلسلة بنتهاوس على ثلاثة أجنحة، بنتهاوس ينه جناح كول بورتر ينه الجناح الملكي، الذي سمي على اسم دوق ودوقة وندسور. تبدأ من 1,800 قدم مربع (170 م2)   في الحجم، مع غرفتي نوم أو أكثر، ومزودة بمطبخ وغرفة طعام تتسع لـ8-12 ضيفًا. تنقسم أجنحة الأبراج ذات الطراز الرئاسي إلى جناح ماك آرثر وجناح تشرشل، ولها ردهة دخول كبيرة خاصة بها. مثل سلسلة بنتهاوس، لديهم مطبخ خاص بهم وغرفة طعام. 2,250 قدم مربع (209 م2)   الجناح الرئاسي مصمم بأثاث على الطراز الجورجي ليحاكي أثاث البيت الأبيض. تحتوي على ثلاث غرف نوم كبيرة وثلاثة حمامات، وتضم العديد من الكنوز، بما في ذلك مكتب الجنرال ماك آرثر والكرسي الهزاز جون إف كينيدي. 

### المرافق الأخرى
2,500 قدم مربع (230 م2)   مركز للياقة البدنية في الطابق الخامس. تم افتتاح منتجع والدورف أستوريا Guerlain الصحي بقيمة 21.5 مليون دولار في 1 سبتمبر 2008 في الطابق التاسع عشر. يضم 16 غرفة علاج وصالتين للاسترخاء. يحتوي الفندق على مركز أعمال خاص به، 1,150 قدم مربع (107 م2)   مرفق رقمي، حيث يمكن للضيوف الوصول إلى الإنترنت والتصوير. في عام 2004، أطلق الفندق مجموعة من المنتجات بما يتماشى مع طراز آرت ديكو للفندق، ويقال إنه أصبح أول فندق فردي في العالم لديه مجموعة بضائع خاصة به.

### مسار سكة حديد سري
يحتوي الفندق على منصة سكك حديدية خاصة به، المسار 61، والتي كانت جزءًا من سكة حديد نيويورك المركزية (لاحقًا مترونورث )، وكان متصلًا بمجمع محطة غراند سنترال. تم استخدام المنصة من قبل فرانكلين دي روزفلت، وجيمس فارلي، وأدلاي ستيفنسون، ودوغلاس ماك آرثر، من بين آخرين. كما تم استخدام المنصة لمعرض قاطرة الديزل الجديدة لشركة القاطرة الأمريكية عام 1946. في عام 1948، نظمت فيلين ونيويورك ونيو هافن وهارتفورد للسكك الحديدية عرضًا للأزياء على المنصة. يوفر مصعد كبير بما يكفي لسيارات فرانكلين دي روزفلت إمكانية الوصول إلى المنصة. يوجد مدخل للمشاة من شارع E 50، على يسار مدخل أبراج والدورف مباشرةً. ومع ذلك، نادرًا ما يتم فتحه للجمهور.

## مطاعم ومأكولات

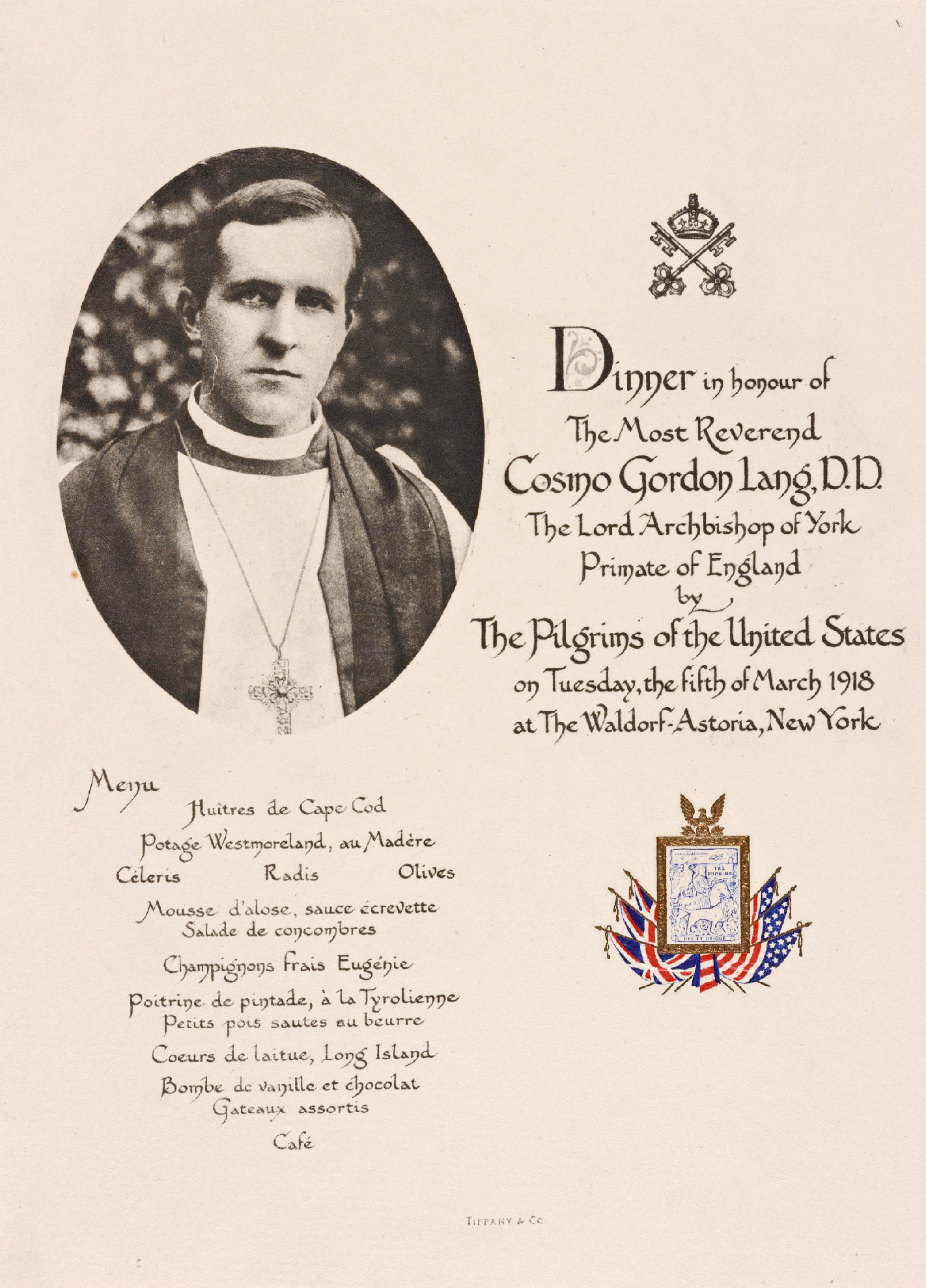
قائمة طعام 1918 لعشاء تكريم رئيس أساقفة يورك كوزمو جوردون لانغ

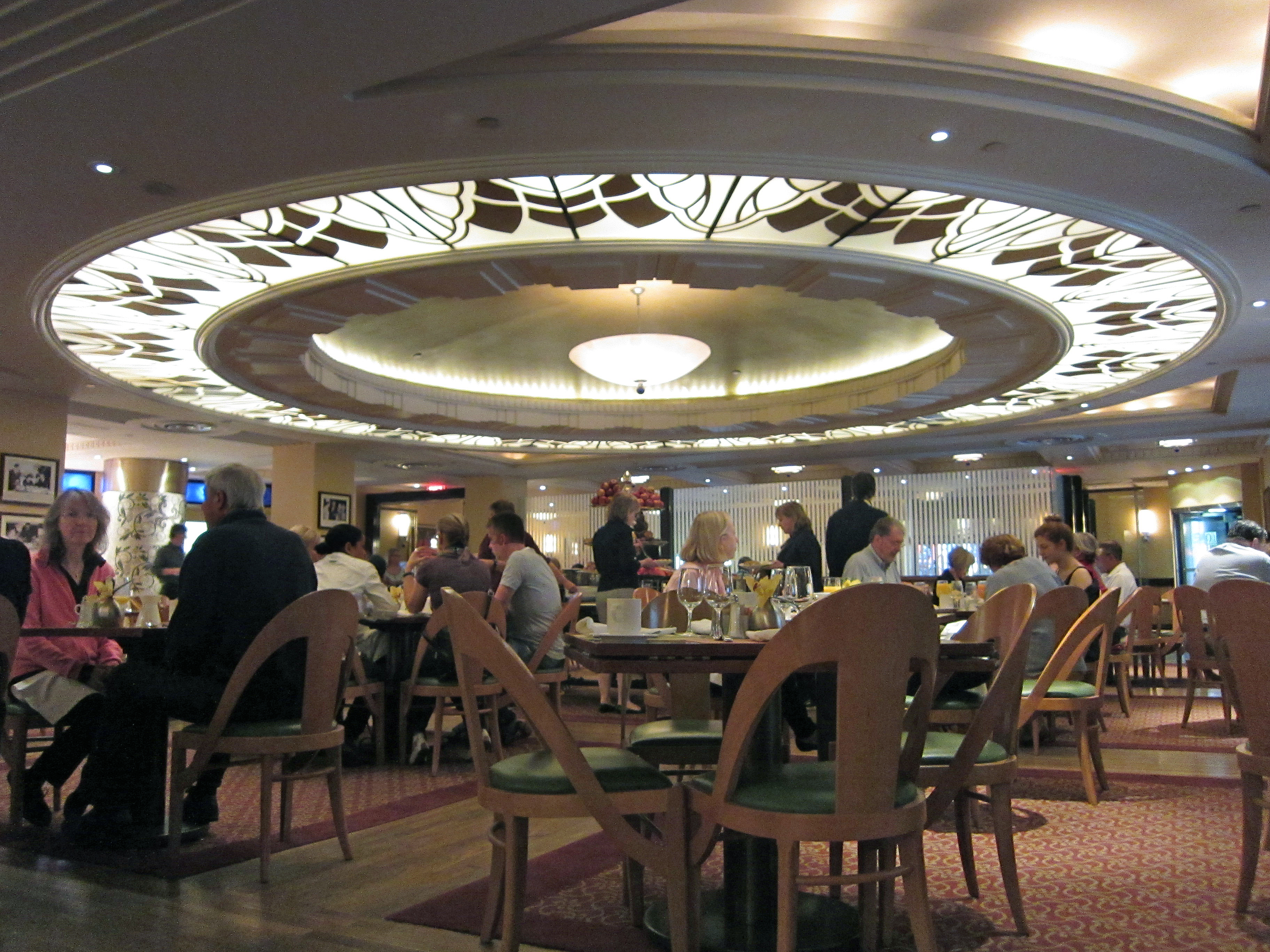
الإفطار في والدورف أستوريا

كان والدورف أستوريا أول فندق يقدم خدمة الغرف وكان أول فندق كبير في العالم يوظف النساء كطهاة، بدءًا من عام 1931.   تتوفر قائمة طعام واسعة للضيوف، مع قوائم خاصة للأطفال والأطفال لأخصائيي الحميات. كان جون دوهرتي الشيف التنفيذي في والدورف لسنوات عديدة، بعد النمساوي أرنو شميدت الذي شغل هذا المنصب لمدة عشر سنوات من عام 1969 إلى عام 1979.   المطعم جورج لانج على جائزة فندق العام. في عام 1975.  اعتبارًا من أوائل التسعينيات، كان الفندق يقدم أكثر من ثلاثة ملايين طبق سنويًا، وحصل على 27000 رطل من جراد البحر، و 100 رطل من كافيار بيلوجا، و 380 ألف مكاييل من الفراولة سنويًا.  اكتسب الفندق شهرة كبيرة لأعياده الفخمة. خلال وجبة كبيرة لفرانسيس كاردينال سبيلمان، التهم أكثر من 200 ضيف من كبار الشخصيات، وفقًا لأرنو شميدت، حوالي 3600 رطل من الفيليه و 600 رطل من سمك الهلبوت الطازج و 1500 رطل من البطاطس و 260 رطلاً من البيتي فور، تؤكل على أطباق ذهبية من الصين.  إحدى وليمة عام 1973 التي أقامها نادي المستكشفون بلحوم فرس النهر، 4 قدم (1.2 م) التمساح، وسمك القرش الصغير، وسمك التونة السريولا، والأفعى، ولحم الخنزير البري، و 480 قطعة من ألسنة وخدود سمك القد المقلية، وشرائح لحم الظباء، وصندوقين من الأرانب الصينية، و 20 رطلاً من أفعى الجرسية.
يضم الفندق ثلاثة مطاعم رئيسية هي زقاق الطاووس وذا بول أند بير ستيك هاوس وبراسيري أوسكار، بالإضافة إلى مطعم ثانوي، وهو إينايكو الياباني. في ذروته في أواخر الأربعينيات، كان الفندق يضم تسعة مطاعم.  يقع زقاق الطاووس في قلب الردهة، ويتميز بتصميم على طراز فن الآرت ديكو مع أسقف مذهبة ويضم مطعمًا رئيسيًا وبارًا وردهة وثلاثة صالونات خاصة لتناول الطعام. تشتهر في المقام الأول بأطباق الأسماك والمأكولات البحرية. يحظى الأحد برنش بشعبية خاصة بين السكان المحليين ويتميز بأكثر من 180 طبقًا للذواقة مقسمة إلى 12 عرضًا ذات طابع خاص، مع المأكولات التي تتراوح من جراد البحر والمحار إلى الفطائر البلجيكية، وبيض بنديكت، والعجة إلى صلصات هولانديز. تم تأثيث شريط الثور والدب من خشب الماهوجني المصقول بشكل غني على طراز ريجنسي الإنجليزي، وله جو «يشبه دن»،  ويقال إنه المطعم الوحيد على الساحل الشرقي الذي يقدم درجة ممتازة لمدة 28 يومًا أنجوس بيف معتمد من وزارة الزراعة الأمريكية. وقد فاز بجوائز من جمعية المطاعم الوطنية ومجلة العطلة. بين عامي 2007 و 2010، كان المطعم هو موقع تصوير ساعة سعيدة من فوكس بيزنس، وتم تقديمه مباشرة بين 5 و 6 مساء. يعتمد شريط الثور والدب على بار والدورف أستوريا الأصلي، والذي كان مطاردًا مفضلاً للعديد من النخبة المالية في المدينة منذ بداية الفندق في عام 1893، والمغامرين مثل دايموند جيم برادي وبافالو بيل وبات ماسترسون. ويوجد خلف البار تماثيل برونزية لثور ودب يمثلان الرجال الناجحين في وول ستريت. يقدم إينايكو، الذي يعني «أرز أقحوان»، المأكولات اليابانية المعاصرة. يفتح المطعم لتناول طعام الغداء في أيام الأسبوع والكوكتيلات والعشاء في المساء. تم تصميم المطعم بواسطة هنري لوك سان فرانسيسكو، ويحتوي على أربع غرف «مختلفة تمامًا»، بما في ذلك غرفة تمثل مزرعة يابانية قديمة، وغرفة كيناغو تشبه المعبد الياباني.  يتوفر للضيوف خيار حجز غرف حصير أرثوذكسية خاصة.
أوسكار براسيري، الذي يطل على شارع ليكسينغتون في ما كان سابقًا مطعم سافارين، صممه آدم تيهاني. يأخذ المطعم اسمه من أوسكار تشيركي (أوسكار من والدورف) ويقدم المأكولات الأمريكية التقليدية، مع العديد من الأطباق القائمة على كتاب الطبخ الذي اكتسب شهرة عالمية، بما في ذلك سلطة والدورف، بيض بينديكت، ألف جزيرة خلع الملابس، ولحم العجل أوسكار. سلطة والدورف سلطة مصنوعة من التفاح والجوز والكرفس والعنب والمايونيز أو صلصة المايونيز - تم إنشاؤها لأول مرة في عام 1896 في فندق والدورف بواسطة أوسكار. ومع ذلك، لم تحتوي الوصفة الأصلية على مكسرات، ولكن تمت إضافتها بحلول الوقت الذي ظهرت فيه الوصفة في كتاب كوك رئيس الجامعة في عام 1928. كما اشتهر تشيركي بـ «صلصة الأوسكار»، والتي أصبحت شائعة جدًا لدرجة أنها كانت تباع في الفندق. ومن بين الأطباق المميزة الأخرى في الفندق كعكة ريد فيلفيت، التي أصبحت واحدة من أشهر الحلويات بالفندق.
بار السير هاري هو أحد البارات الرئيسية في الفندق، ويقع قبالة الردهة الرئيسية مباشرةً. سميت على اسم السير البريطاني هاري جونستون (1858-1927). في سبعينيات القرن الماضي، تم تجديد البار في تصميم «سفاري أفريقي فخم» لتكريم جونستون، المستكشف البارز لأفريقيا، مع «سجاد وأغطية جدران مخططة بالحمار الوحشي، مع أثاثات من قصب منحنية». ومنذ ذلك الحين أعيد تصميمه مرة أخرى إلى تصميم أكثر تحفظًا، مع ألواح من خشب الجوز ومآدب جلدية، وظهر 23 قدم (7.0 م) بمقدار 8 قدم (2.4 م) شريط خشب الأبنوس اعتبارًا من أوائل التسعينيات. فرانك سيناترا يتردد على نقابة السير هاري لسنوات عديدة. في عام 1991، بينما كان يشرب في مطعم السير هاري مع جيلي ريزو وستيف لورانس، اقترب منه أحد المعجبين وطلب توقيعه. أجاب سيناترا، «ألا ترى أنني أقضي وقتي هنا؟ أيها الأحمق. ما مشكلتك؟» قالت المروحة شيئًا أغضب سيناترا، الذي اندفع نحو المروحة، وكان لابد من ضبط سيناترا.

### كتب كوكتيل
كتب ألبرت ستيفنز كروكيت، كاتب الدعاية والمؤرخ المخضرم في الفندق، أول كتاب كوكتيل له بعنوان «القديم والدورف بار الأيام» في عام 1931 أثناء الحظر وبناء الفندق الحالي في بارك أفينيو. لقد كان تقديراً للفندق الأصلي وباره وعملائه المشهورين. يحتوي الكتاب على كتابات كروكيت عن كتاب الوصفات الأصلي المكتوب بخط اليد المصنوع من الجلد والذي تم إعطاؤه له في وقت الإغلاق من قبل النادل جوزيف تيلور. لم يتم إعادة طباعة هذه الطبعة. في عام 1934، كتب كروكيت كتابًا ثانيًا بعنوان القديم والدورف أستوريا بار بوك، ردًا على إلغاء قانون فولستيد ونهاية حقبة الحظر. قام بتحرير معظم النص من الكتاب الأول. بالاعتماد على تجاربه ككاتب رحلات، أضاف كروكيت ما يقرب من 150 وصفة أخرى، يمكن العثور على معظمها في فصلي «العلاقات الكوبية» و «الجامايكي جوليفر». أصبحت هذه الكتب كتبًا مرجعية في موضوع كوكتيلات ما قبل الحظر وثقافتها. في عام 2016، أضاف فرانك كايافا، مدير بار الفندق منذ فترة طويلة في زقاق الطاووس والصين، إصدارًا جديدًا تمامًا إلى القانون. يتضمن «كتاب والدورف أستوريا بار» لكيافا جميع الوصفات في كتب كروكيت. العديد من أهم وصفات الفندق التي تم إنشاؤها منذ عام 1935؛ وإبداعاته. في عام 2017، تم ترشيحه لجائزة مؤسسة جيمس بيرد لأفضل كتاب مشروب. تشمل الكتب البارزة الأخرى التي لها صلات بالفندق «مشروبات» (1914) لجاك ستراوب، مضيف النبيذ وصديق أوسكار تشيركي الذي كتب عن الوصفات البارزة للفندق الأول. قام تشيركي بنفسه بتجميع قائمة من 100 وصفة لكتابه «100 كوكتيلات شهيرة» (1934)، مجموعة مختارة من الكتب المفضلة من كتب كروكيت. أخيرًا، كتب الدعاية الفندقي تيد سوسير «بوتومز اب» في عام 1951، الذي يتألف من خلاصة وافية من الوصفات الشعبية الوطنية لهذا اليوم.

## ضيوف ونزلاء بارزون

### قادة ورجال أعمال

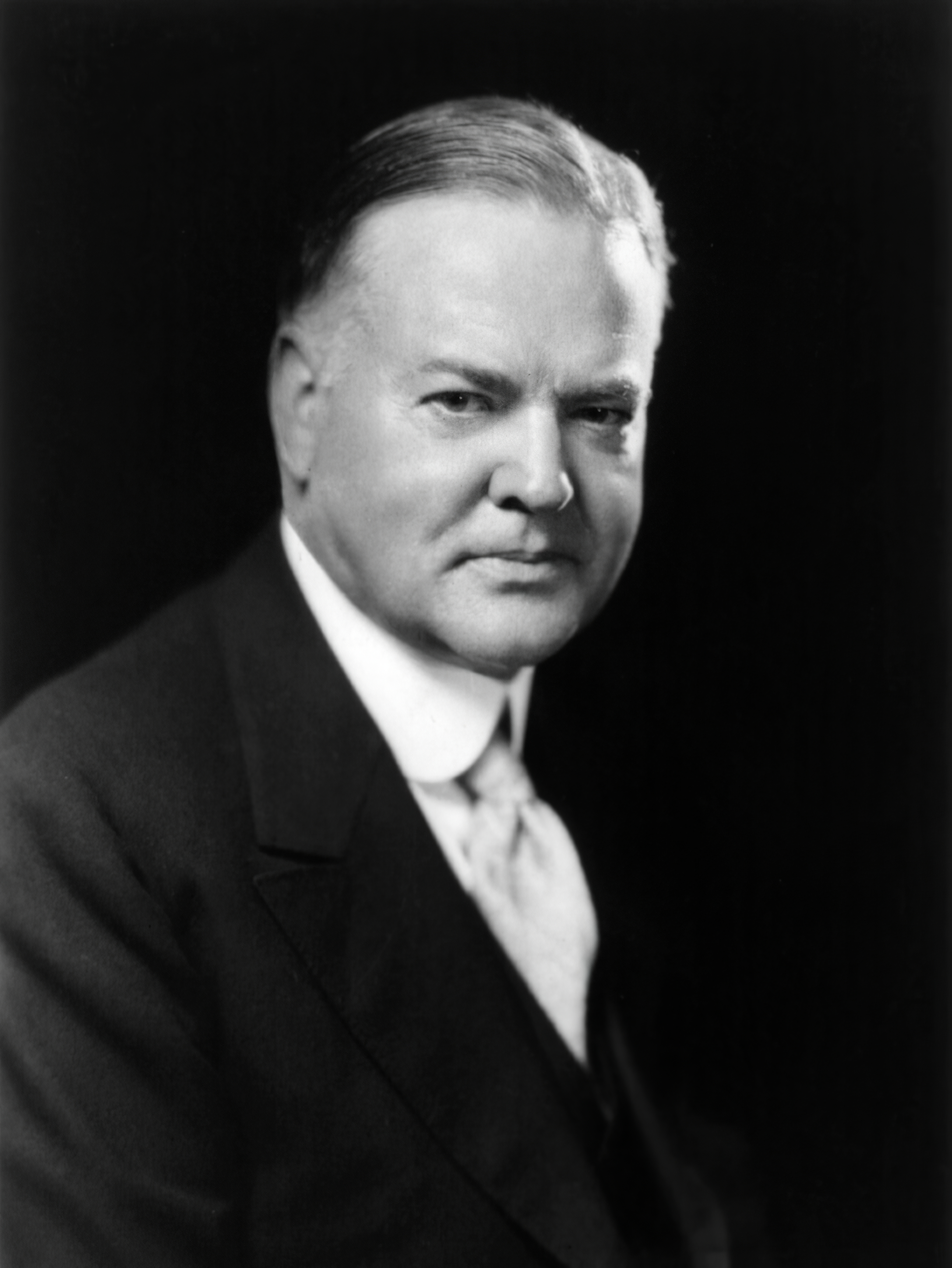
هربرت هوفر أقام في والدورف أستوريا لأكثر من 30 سنة بعد نهاية فترة رئاسته حتى وفاته في 1964؛ حيث أقام في الجناح الرئاسي بالفندق.

أقام لي هونغ جانغ نائب ملك الصين بالفنق في 1896. وعلى مر السنين نزل كثير من الملكيين بفندق والدورف أستوريا منهم الإمبراطورة فرح من إيران، فريدريك التاسع ملك الدنمارك وإنغريد من السويد، ملكة الدنمارك، الأميرة أستريد من النرويج، ولي عهد النرويج أولاف والأميرة مارتا من السويد، بودوان الأول ملك بلجيكا وفابيولا ملكة بلجيكا، ألبير الثاني ملك بلجيكا والملكة باولا من بلجيكا، الحسين بن طلال ملك الأردن، رينيه الثالث أمير موناكو وغريس أميرة موناكو، يوليانا ملكة هولندا، ميخائيل ملك رومانيا، إليزابيث الثانية والأمير فيليب دوق إدنبرة، محمد ظاهر شاه وحميراء بيغوم ملوك أفغانستان، الملك بوميبول أدولياديج والملكة سيريكيت من تايلاند، ولي العهد أكيهيتو والأميرة ميتشيكو وغيرهم.
شغل جيمس فارلي مدير البريد العام الأمريكي جناحين متجاورين في والدورف أستوريا الحالي خلال مدة توليه رئيس مجلس إدارة القسم الدولي لكوكا كولا من 1940 حتى وفاته في 1976، حتى قيل أنها أطول مدة إقامة لنزيل في الفندق.

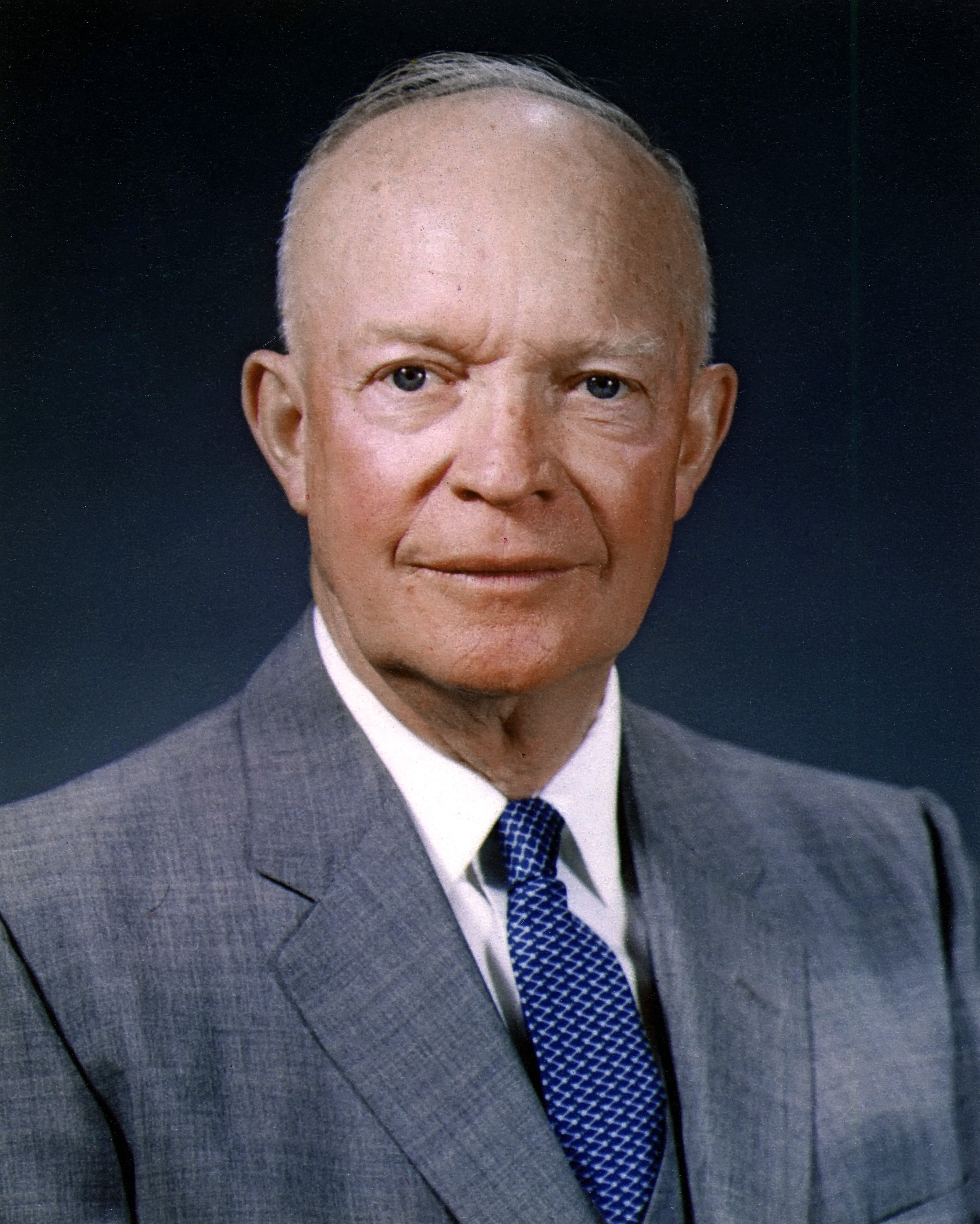
أقام دوايت أيزنهاور رئيس الولايات المتحدة السابق بالفندق حتى وفاته في 1969.

ظهر الجناح الرئاسي في الفندق في خمسينات وأوائل ستينات القرن الماضي عندما كان يقيم هربرت هوفر الرئيس السابق للولايات المتحدة والمشير المتقاعد جيمس ماكارثر بالفندق.أقام هوفر بالفندق لأكثر من 30 سنة بعد انتهاء فترة رئاسته حتى وفاته في 1964. كما أقام الرئيس الأمريكي السابق دوايت أيزنهاور أيضاً بالفندق في الفترة بين 1967 و1969. كذلك أقام جون كينيدي عدة لقاءات خاصة بالفندق، من ضمنها لقاؤه مع رئيس وزراء إسرائيل وقتها دافيد بن غوريون. ومنذ هوفر، كل رئيس للولايات المتحدة إما نزل أو أقام بهذا الفندق، رغم إفادة جيمي كارتر أنه لم يقم ولا ليلة بالفندق.
كانت إقامة ممثل الولايات المتحدة الدائم بالأمم المتحدة في أبراج والدورف لسنوات عديدة. لكن في 17 يونيو 2015 أعلنت وزارة الخارجية الأمريكية نقل مقرها أثناء اجتماعات الجمعية العامة للأمم المتحدة لفندق نيويورك بالاس. رغم عدم إبداء مسؤولي وزارة الخارجية سبباً رسمياً لهذا التغيير، فقد أشاروا إلى عملية بيع الفندق من هيلتون العالمية لشركة أنبانغ للتأمين والتي مقرها الصين في 2014، ما أثار مخاوف أمنية. ورغم أن شروط البع تسمح لهيلتون بإدارة الفندق ل100 سنة أخرى إلا أنها أيضاً تطالب ب«إصلاحات ضخمة» مما أثار تعجب الحكومة الأمريكية بسبب مخاوف متعلقة حول التنصت والتجسس السيبراني الصيني.

### مشاهير
شهد الفندق نزول عدد من المشاهير به، منهم تشارلي تشابلن، آفا غاردنر، ليف أولمان، إدوارد روبنسون، غريغوري بيك، راي بولجر، جون واين، توني بينيت، جاك بيني، كاثرين هيبورن، سنسر تريسي، محمد علي، فينس لومباردي، جودي غارلند، غرير غارسون، هارولد لوي، بيرت رينولدز، روبرت مونتغمري، سيزار روميرو وغيرهم الكثير.

## في الثقافة الشعبية

### السينما والدراما
كان والدورف أستوريا موقع تصوير لعدد من الأفلام والمسلسلات. كانت جنجر روجرز على رأس فريق تمثيل فيلم عطلة أسبوعية في والدورف والذي صور في 1945 وجرت أحداثه في الفندق. من الأفلام الأخرى التي جرى تصويرها في الفندق الخارجون من المدينة (بالإنجليزية: The Out-of-towners)‏(1970)، برودواي داني روز (بالإنجليزية: Broadway Danny Rose)‏(1984)، القدوم إلى أمريكا (بالإنجليزية: Coming to America)‏(1988)، عطر امرأة (بالإنجليزية: Scent of a Woman)‏(1992)، طريق راعي البقر (بالإنجليزية: The Cowboy Way)‏(1994)، قلوب عشوائية (بالإنجليزية: Random Hearts)‏(1999)، حلل هذه (بالإنجليزية: Analyze This)‏(1999)، حباً باللعبة (بالإنجليزية: For Love of the Game)‏(1999)، صدفة (بالإنجليزية: Serendipity)‏(2001)، ذا رويال تينينبوم (بالإنجليزية: The Royal Tenenbaums)‏(2001)، خادمة في مانهاتن (بالإنجليزية: Maid in Manhattan)‏(2002)، إشعار لمدة أسبوعين (بالإنجليزية: Two Weeks Notice)‏(2002)، نهاية القرن (بالإنجليزية: End of the Century)‏(2005)، السيد والسيدة سميث (بالإنجليزية: Mr. and Mrs. Smith)‏(2005)، النمر الوردي (بالإنجليزية: The Pink Panther)‏(2006)، الخدعة (بالإنجليزية:  The Hoax)‏(2006). ومن المسلسلات التلفزيونية قانون ونظام(بالإنجليزية:  Law & Order)‏، أنقذني (بالإنجليزية:  Rescue Me)‏، الجنس والمدينة(بالإنجليزية: Sex and the City)‏، آل سوبرانو(بالإنجليزية: The Sopranos)‏، ويل وغريس(بالإنجليزية: Will & Grace)‏.
والدورف، أحد شخصيات سلسلة ذا موبيتس، استُلهم اسمه واسم زوجته أستوريا من اسم الفندق.

### الأدب والشعر والرواية
كتبت عدة تراجم عن الفندق، منها قصة والدورف لإدوارد هنغرفولد(1925)، واعترافات فندق كبير: والدورف أستوريا لهوريس سوتون(1953). كتب لانغستون هيوز قصيدة إعلان لوالدورف أستوريا ينتقد فيها الفندق ويدعو العاطلين والمشردين لاقتحامه. كما كتب ولاس ستيفنز قصيدة بعنوان الوصول إلى والدورف يقارن فيها بين برية أدغال غواتيمالا وبين عودته إلى والدورف. كما ذكر الفندق ضمن أحداث رواية نحس لميج كابوت. كان فندق والدورف أستوريا ملهماً للكاتبة آين راند فكرة فندق واين فوكلاند في روايتها حينما هز أطلس كتفيه.